# Liste der Hallmark-Original-Movies
Die Liste der Hallmark-Original-Movies enthält eine Aufzählung der von Hallmark Channel (HC) und dem Schwesterkanal Hallmark Movies & Mysteries (HMM) produzierten 90-Minuten-TV-Filme.
Zusätzlich zu den eigenständigen Originalfilmen sendeten beide Sender eine Reihe von Original-Franchise-Serien, darunter Garage Sale Mystery, Jesse Stone, Signed, Sealed, Delivered, die Aurora Teagarden Mystery, Good Witch sowie Mord à la Carte-Serien.
Beide Netzwerke zeichnen sich durch eine Reihe von weihnachtlichen Spielfilmen aus, die jedes Jahr neu produziert und von Ende Oktober bis Ende Dezember ausgestrahlt werden.

## Serien
Viele der Filme sind Teil einer Serie. Die folgende Liste zeigt einen Überblick dieser Hallmark-Serien und die Anzahl der jeweilig veröffentlichten Episoden. Die Pilotfilme von Garage Sale Mystery und Signed, Sealed, Delivered erschienen bei HC und wurden danach als Reihe auf dem HMM fortgesetzt. The Good Witch startet als reines HC-Produkt und wurde später mit ausgewählten Episoden der 45-Minuten-TV-Reihe Good Witch ergänzt. Auch Janette Oke: Die Coal Valley Saga (When Calls the Heart Christmas), die als 45-Minuten-TV-Reihe ausgestrahlt wurde, erhielt hier als Hallmark-Video einen Platz.
| Nr. | Zeitraum  | Name der Serie                                | Anzahl der Filme                                     | Hauptbesetzung                                                         | Channel |
| --- | --------- | --------------------------------------------- | ---------------------------------------------------- | ---------------------------------------------------------------------- | ------- |
| A   | 2017–2018 | A Fixer Upper Mystery                         | 3                                                    | Jewel Kilcher, Colin Ferguson                                          | HMM     |
| B   | 2001–2004 | A Town Without Christmas                      | 3                                                    | Peter Falk                                                             | HC      |
| C   | 2015–     | An Aurora Teagarden Mystery                   | 18                                                   | Candace Cameron Bure, Yannick Bisson                                   | HMM     |
| D   | 2017–2019 | An Emma Fielding Mystery                      | 2                                                    | Courtney Thorne-Smith                                                  | HMM     |
| E   | 2016–2018 | Finding Father Christmas                      | 3                                                    | Erin Krakow, Niall Matter                                              | HMM     |
| F   | 2016      | Flower Shop Mystery                           | 3                                                    | Brooke Shields, Brennan Elliott                                        | HMM     |
| G   | 2013–2018 | Garage Sale Mystery                           | 15                                                   | Lori Loughlin, Sarah Strange                                           | HMM     |
| H   | 2008–2019 | The Good Witch                                | 9 + 3 Episoden aus der TV-Serie                      | Catherine Bell                                                         | HC      |
| I   | 2011–2013 | Goodnight for Justice                         | 3                                                    | Luke Perry                                                             | HMM     |
| J   | 2015–2017 | Gourmet Detective (Mord à la Carte)           | 5                                                    | Dylan Neal, Brooke Burns                                               | HMM     |
| K   | 2016–2019 | Hailey Dean Mysteries                         | 9                                                    | Kellie Martin                                                          | HMM     |
| L   | 2016–2019 | … In the Vineyard                             | 3                                                    | Rachael Leigh Cook, Brendan Penny                                      | HC, HMM |
| M   | 2005–2008 | Jane Doe                                      | 9                                                    | Lea Thompson                                                           | HC      |
| N   | 2011–2012 | Jingle All the Way (2011)                     | 2                                                    | Animationsfilm                                                         | HC      |
| O   | 2003–2011 | Love Comes Softly                             | 11                                                   | Erin Cottrell, Katherine Heigl                                         | HC      |
| P   | 2005–2008 | McBride                                       | 10                                                   | John Larroquette, Matt Lutz, Marta DuBois                              | HC      |
| Q   | 2006–2008 | Murder 101                                    | 4                                                    | Dick Van Dyke                                                          | HC      |
| R   | 2015–     | Murder, She Baked (Verbrechen sind ihr Hobby) | 6                                                    | Alison Sweeney, Cameron Mathison                                       | HMM     |
| S   | 2003–2007 | Mystery Woman                                 | 11                                                   | Kellie Martin, Clarence Williams III                                   | HC      |
| T   | 2014–2015 | Northpole                                     | 2                                                    | Bailee Madison                                                         | HC      |
| U   | 2000–2002 | Sherlock Holmes                               | 4                                                    | Matt Frewer, Kenneth Welsh                                             | HC      |
| V   | 2013–2021 | Signed, Sealed, Delivered                     | 13                                                   | Eric Mabius, Kristin Booth                                             | HMM     |
| W   | 2015      | Jesse Stone                                   | 1 + 9 von Brandman Productions, Inc. (von 2005–2012) | Tom Selleck                                                            | HC      |
| X   | 2016–2021 | The Wedding March                             | 6                                                    | Josie Bissett, Jack Wagner                                             | HC      |
| Y   | 2014–     | When Calls the Heart Die Coal Valley Saga     | 3 Videos (4 Episoden)                                | Erin Krakow, Daniel Lissing                                            | HC      |
| Z   | 2017–2019 | Darrow & Darrow                               | 4                                                    | Kimberly Williams-Paisley, Wendie Malick                               | HMM     |
| AA  | 2019–2020 | Ruby Herring Mysteries                        | 3                                                    | Taylor Cole, Stephen Huszar, Shawn Christian                           | HMM     |
| BB  | 2019–2021 | Mystery 101                                   | 7                                                    | Taylor Cole, Stephen Huszar, Shawn Christian                           | HMM     |
| CC  | 2019–     | Chronicle Mysteries                           | 5                                                    | Alison Sweeney, Benjamin Ayres                                         | HMM     |
| DD  | 2019–     | Crossword Mysteries                           | 5                                                    | Lacey Chabert, Barbara Niven, John Kapelos                             | HMM     |
| EE  | 2018–2021 | Morning Show Mysteries                        | 6                                                    | Holly Robinson-Peete, Rick Fox                                         | HMM     |
| FF  | 2022–     | The Wedding Veil                              | 6                                                    | Lacey Chabert, Autumn Reeser, Alison Sweeney                           | HC      |
| GG  | 2019–2020 | Picture Perfect Mysteries                     | 3                                                    | Alexa PenaVega, Carlos PenaVega                                        | HMM     |
| II  | 2019–     | A Martha’s Vineyard Mystery                   | 4                                                    | Jesse Metcalfe, Sarah Lind                                             | HMM     |
| JJ  | 2018–     | A Godwink Christmas                           | 4                                                    | Katherine Barrell, Alberto Frezza                                      | HMM     |
| KK  | 2019–2021 | MatchMaker Mysteries                          | 3                                                    | Danica McKellar, Victor Webster                                        | HMM     |
| LL  | 2022–     | Curious Caterer                               | 2                                                    | Nikki DeLoach, Andrew Walker                                           | HMM     |
| MM  | 2015–2018 | All of My Heart                               | 3                                                    | Lacey Chabert, Brennan Elliott                                         | HC      |
| NN  | 2018–2019 | At Graceland                                  | 3                                                    | Kellie Pickler, Wes Brown, Kaitlin Doubleday, Adrian Grenier           | HC      |
| OO  | 2017–2020 | Christmas in Evergreen                        | 4                                                    | Lacey Chabert, Brennan Elliott                                         | HC      |
| PP  | 2009–2021 | Debbie Macomber's Mrs. Miracle                | 3                                                    | Doris Roberts, Caroline Rhea                                           | HC+HMM  |
| QQ  | 2021–     | Sister Swap                                   | 2                                                    | Ashley Williams, Kimberly Williams-Paisley                             | HMM     |
| RR  | 2016–2019 | The Mistletoe                                 | 3                                                    | Jaime King, Alicia Witt, Kellie Pickler                                | HC      |
| SS  | 2018–     | Time to Come Home for Christmas               | 4                                                    | Megan Park, Alison Sweeney, Lacey Chabert, Jessy Schram, Holland Roden | HMM     |

## Hallmark Channel

### 2000
| Nr. | Deutscher Titel                                                    | Originaltitel                          | Schauspieler                                        | Erstausstrahlung (USA) |
| --- | ------------------------------------------------------------------ | -------------------------------------- | --------------------------------------------------- | ---------------------- |
| 1   |                                                                    | Missing Pieces (Hallmark Hall of Fame) | James Coburn, Lisa Zane, Finn Carter                | 6. Februar 2000        |
| 2   | Sommer der Freundschaft                                            | A Storm of Summer                      | Peter Falk, Andrew McCarthy, Nastassja Kinski       | 27. Februar 2000       |
| 3   | Arabian Nights – Abenteuer aus 1001 Nacht                          | Arabian Nights                         | Mili Avital, John Leguizamo, Alan Bates             | 30. April 2000         |
| 4   | Mut zur Liebe                                                      | Cupid & Cate (Hallmark Hall of Fame)   | Mary-Louise Parker, Peter Gallagher, Bebe Neuwirth  | 7. Mai 2000            |
| 5   | Single-Alarm – Unser Vater braucht ‘ne Frau!                       | Personally Yours                       | Valerie Bertinelli, Jeffrey Nordling, Ross Malinger | 8. Oktober 2000        |
| 6   | Sherlock Homes – Der Hund von Baskerville Sherlock Homes-Reihe (U) | The Hound of the Baskervilles          | Kenneth Welsh, Jason London, Matt Frewer            | 21. Oktober 2000       |
| 7   |                                                                    | The Runaway (Hallmark Hall of Fame)    | Dean Cain, Pat Hingle, Debbi Morgan                 | 10. Dezember 2000      |
| 8   | Christmas Babies – Ein Geschenk des Himmels                        | Special Delivery                       | Andy Dick, David Lewis, Megan Leitch                | 10. Dezember 2000      |
| 9   | Das Weihnachtsgeheimnis (2000)                                     | The Christmas Secret                   | Richard Thomas, Beau Bridges, Maria Pitillo         | 17. Dezember 2000      |

### 2001
| Nr. | Deutscher Titel                                               | Originaltitel                                 | Schauspieler                                          | Erstausstrahlung (USA) |
| --- | ------------------------------------------------------------- | --------------------------------------------- | ----------------------------------------------------- | ---------------------- |
| 1   |                                                               | The Flamingo Rising (Hallmark Hall of Fame)   | William Hurt, Elizabeth McGovern, Brian Benben        | 4. Februar 2001        |
| 2   |                                                               | Second Honeymoon                              | Roma Downey, Tim Matheson, Rachel York                | 11. März 2001          |
| 3   | Monkey King – Ein Krieger zwischen den Welten                 | The Lost Empire (2h 30min)                    | Thomas Gibson, Bai Ling, Russell Wong                 | 11. März 2001          |
| 4   | Sherlock Homes – Im Zeichen der Vier Sherlock Homes-Reihe (U) | The Sign of Four                              | Matt Frewer, Kenneth Welsh, Sophie Lorain             | 23. März 2001          |
| 5   |                                                               | Follow the Star Home (Hallmark Hall of Fame)  | Kimberly Williams-Paisley, Campbell Scott, Eric Close | 6. Mai 2001            |
| 6   | Snow White (2001)                                             | Snow White: The Fairiest Them All             | Miranda Richardson, Tom Irwin, Vera Farmiga           | 17. März 2002          |
| 7   | (Miniserie)                                                   | The Infinite Worlds of H. G. Wells (4h 25min) | Tom Ward, Mark Lewis Jones, Raymond Coulthard         | 5. August 2001         |
| 8   | Sherlock Homes – Skandal in Böhmen Sherlock Homes-Reihe (U)   | The Royal Scandal                             | Matt Frewer, Kenneth Welsh, Liliana Komorowska        | 19. Oktober 2001       |
| 9   |                                                               | The Wedding Dress                             | Neil Patrick Harris, Margaret Colin, Tyne Daly        | 28. Oktober 2001       |
| 10  |                                                               | In Love and War (Hallmark Hall of Fame)       | Callum Blue, Barbora Bobulova                         | 18. November 2001      |
| 11  |                                                               | The Seventh Stream (Hallmark Hall of Fame)    | Scott Glenn, Saffron Burrows                          | 9. Dezember 2001       |
| 12  |                                                               | A Town Without Christmas                      | Patricia Heaton, Rick Roberts, Ernie Hudson           | 16. Dezember 2001      |
| 13  |                                                               | The Sons of Mistletoe                         | Roma Downey, George Newbern, Cathy Lee Crosby         | 19. Dezember 2001      |

### 2002
| Nr. | Deutscher Titel                                                       | Originaltitel                       | Schauspieler                                    | Erstausstrahlung (USA) |
| --- | --------------------------------------------------------------------- | ----------------------------------- | ----------------------------------------------- | ---------------------- |
| 1   |                                                                       | Roughing It (3h 5min)               | Robin Dunne, James Garner, Adam Arkin           | 16. März 2002          |
| 2   | Schiffbrüchig                                                         | Stranded (2h)                       | Liam Cunningham, Jesse Spencer, Roger Allam     | 15. Juni 2002          |
| 3   | Johnson County War                                                    | Johnson County War (4h)             | Tom Berenger, Luke Perry, Burt Reynolds         | 24. August 2002        |
| 4   | Sherlock Holmes – Der Vampir von Whitechapel Sherlock Homes-Reihe (U) | The Case of the Whitechapel Vampire | Matt Frewer, Kenneth Welsh                      | 27. Oktober 2002       |
| 5   |                                                                       | Santa, Jr.                          | Lauren Holly, Judd Nelson, Rodger Bumpass       | 6. Dezember 2002       |
| 6   | Die Schneekönigin                                                     | Snow Queen (3h)                     | Bridget Fonda, Chelsea Hobbs                    | 7. Dezember 2002       |
| 7   | Stille Nacht, heilige Nacht (2002)                                    | Silent Night                        | Linda Hamilton, Matthew Harbour                 | 20. Dezember 2002      |
| 8   |                                                                       | A Christmas Visitor                 | William Devane, Meredith Baxter, Dean McDermott | 21. Dezember 2002      |

### 2003
| Nr. | Deutscher Titel                               | Originaltitel                        | Schauspieler                                         | Erstausstrahlung (USA) |
| --- | --------------------------------------------- | ------------------------------------ | ---------------------------------------------------- | ---------------------- |
| 1   |                                               | The Last Cowboy                      | Jennie Garth, Lance Henriksen, M.C. Gainey           | 17. Januar 2003        |
| 2   |                                               | Straight from the Heart              | Teri Polo, Andrew McCarthy, Patricia Kalember        | 9. Februar 2003        |
| 3   | Liebe wird wachsen Love Comes Softly-Saga (O) | Love Comes Softly                    | Katherine Heigl, Dale Midkiff, Skye McCole Bartusiak | 13. April 2003         |
| 4   |                                               | Audrey’s Rain                        | Jean Smart, Richard Gilliland                        | 11. Mai 2003           |
| 5   |                                               | The King and Queen of Moonlight Bay  | Tim Matheson, Sean Young, Ed Asner                   | 15. Juni 2003          |
| 6   |                                               | Hard Ground                          | Burt Reynolds, Bruce Dern, Amy Jo Johnson            | 12. Juli 2003          |
| 7   | Ein Kuss mit Folgen                           | Prince Charming                      | Martin Short, Christina Applegate, Andrea Martin     | 13. Juli 2003          |
| 8   | Mystery Woman-Reihe (S)                       | Mystery Woman                        | Kellie Martin, Constance Zimmer, Amy Locane          | 31. August 2003        |
| 9   |                                               | Monster Makers                       | Linda Blair, Adam Baldwin, George Kennedy            | 26. Oktober 2003       |
| 10  |                                               | A Time to Remember                   | Dana Delany, Doris Roberts, Megan Gallagher          | 23. November 2003      |
| 11  |                                               | Fallen Angel (Hallmark Hall of Fame) | Gary Sinise, Joely Richardson, Gordon Pinsent        | 23. November 2003      |
| 12  | Findet John Christmas                         | Finding John Christmas               | Valerie Bertinelli, William Russell, David Cubitt    | 30. November 2003      |
| 13  | Carol und die Weihnachtsgeister               | A Carol Christmas                    | Tori Spelling, Dinah Manoff, William Shatner         | 7. Dezember 2003       |

### 2004
| Nr. | Deutscher Titel                                              | Originaltitel                   | Schauspieler                                        | Erstausstrahlung (USA) |
| --- | ------------------------------------------------------------ | ------------------------------- | --------------------------------------------------- | ---------------------- |
| 1   | Liebe zum Dessert                                            | Just Desserts                   | Lauren Holly, Dorie Barton, Costas Mandylor         | 8. Januar 2004         |
| 2   |                                                              | A Place Called Home             | Ann-Margret, Matthew Settle, Hunter Tylo            | 7. März 2004           |
| 3   |                                                              | The Long Shot                   | Julie Benz, Marsha Mason, Paul Le Mat               | 18. April 2004         |
| 4   |                                                              | Plainsong                       | Aidan Quinn, Rachel Griffiths, America Ferrera      | 25. April 2004         |
| 5   | Frankenstein – Auf der Jagd nach seinem Schöpfer (Miniserie) | Frankenstein (2h 43min)         | William Hurt, Ian McNeice                           | 10. Mai 2004           |
| 6   | Quatermain und der Schatz des König Salomon                  | King Solomon’s Mines (2h 53min) | Patrick Swayze, Alison Doody, John Standing         | 6. Juni 2004           |
| 7   | Lady Musketier – Alle für eine                               | La Femme Musketeer (3h 24min)   | Christopher Cazenove, Caspar Zafer, Allan Corduner  | 20. Juli 2004          |
| 8   | Das Halbblut                                                 | The Trail to Hope Rose          | Lou Diamond Phillips, Lee Majors, Ernest Borgnine   | 3. Juli 2004           |
| 9   |                                                              | Life on Liberty Street          | Annabeth Gish, Ethan Embry, Ed Begley junior        | 6. Juli 2004           |
| 10  |                                                              | The Hollywood Mom’s Mystery     | Justine Bateman, Elizabeth Peña, George Hamilton    | 8. August 2004         |
| 11  |                                                              | Wedding Daze                    | John Larroquette, French Stewart, Kelly Overton     | 4. September 2004      |
| 12  |                                                              | Murder Without Conviction       | Megan Ward, Rutanya Alda, David Proval              | 4. September 2004      |
| 13  | Love Comes Softly-Saga (O)                                   | Love’s Enduring Promise         | January Jones, Dale Midkiff, Katherine Heigl        | 20. November 2004      |
| 14  |                                                              | Single Santa Seeks Mrs. Claus   | Steve Guttenberg, Dominic Scott Kay, Thomas Calabro | 25. November 2004      |
| 15  | A Boyfriend for Christmas                                    | A Boyfriend for Christmas       | Kelli Williams, Patrick Muldoon, Martin Mull        | 27. November 2004      |
| 16  | Ein Engel in der Stadt                                       | When Angels Come to Town        | Dylan Aucoin, Peter Falk                            | 28. November 2004      |
| 17  | Ein Engel für Eve                                            | Eve’s Christmas                 | Elisa Donovan, Cheryl Ladd                          | 6. Dezember 2004       |
| 18  |                                                              | Angel in the Family             | Meredith Baxter, Ronny Cox, Natasha Gregson Wagner  | 18. Dezember 2004      |

### 2005
| Nr. | Deutscher Titel                                                           | Originaltitel                           | Schauspieler                                         | Erstausstrahlung (USA) |
| --- | ------------------------------------------------------------------------- | --------------------------------------- | ---------------------------------------------------- | ---------------------- |
| 1   | Mystery Woman-Reihe (S)                                                   | Mystery Woman: Mystery Weekend          | Kellie Martin, Clarence Williams III, Nina Siemaszko | 7. Januar 2005         |
| 2   | McBride-Reihe (P)                                                         | McBride: The Chameleon Murder           | John Larroquette, Marta DuBois, Matt Lutz            | 14. Januar 2005        |
| 3   | Deckname Jane Doe: Meine Frau, die Geheimagentin Jane Doe-Reihe (M)       | Jane Doe: Vanishing Act                 | Lea Thompson, Joe Penny, William R. Moses            | 21. Januar 2005        |
| 4   |                                                                           | Annie’s Point                           | Betty White, Richard Thomas, Amy Davidson            | 22. Januar 2005        |
| 5   | Mystery Woman-Reihe (S)                                                   | Mystery Woman: Snapshot                 | Kellie Martin, Clarence Williams III, Nina Siemaszko | 28. Januar 2005        |
| 6   | Mystery Woman-Reihe (S)                                                   | McBride: Murder Past Midnight           | John Larroquette, Marta DuBois, Matt Lutz            | 4. Februar 2005        |
| 7   | The Colt – Entscheidung im Bürgerkrieg                                    | The Colt                                | Ryan Merriman, Steve Bacic                           | 6. Februar 2005        |
| 8   |                                                                           | Family Plan                             | Tori Spelling, Greg Germann, Jordan Bridges          | 12. Februar 2005       |
| 9   | Deckname Jane Doe: Ich seh’ etwas, was Du nicht siehst Jane Doe-Reihe (M) | Jane Doe: Now You See It, Now You Don’t | Lea Thompson, Joe Penny, William R. Moses            | 18. Februar 2005       |
| 10  | Mystery Woman-Reihe (S)                                                   | Mystery Woman: Sing Me a Murder         | Kellie Martin, Clarence Williams III, Nina Siemaszko | 25. Februar 2005       |
| 11  | McBride-Reihe (P)                                                         | McBride: It’s Murder, Madam             | John Larroquette, Marta DuBois, Matt Lutz            | 4. März 2005           |
| 12  | Deckname Jane Doe: Die vertauschte Frau Jane Doe-Reihe (M)                | Jane Doe: Til Death Do Us Part          | Lea Thompson, Joe Penny, William R. Moses            | 11. März 2005          |
| 13  |                                                                           | Thicker than Water                      | Melissa Gilbert, Lindsay Wagner                      | 12. März 2005          |
| 14  |                                                                           | Out of the Woods                        | Ed Asner, Jason London, Missy Crider                 | 2. April 2005          |
| 15  | Frederick Forsyth: Das schwarze Manifest                                  | Icon                                    | Patrick Swayze, Patrick Bergin, Michael York         | 30. Mai 2005           |
| 16  | Mystery Woman-Reihe (S)                                                   | Mystery Woman: Vision of a Murder       | Kellie Martin, Clarence Williams III, Nina Siemaszko | 5. Juni 2005           |
| 17  | McBride-Reihe (P)                                                         | McBride: The Doctor Is Out… Really Out  | John Larroquette, Marta DuBois, Matt Lutz            | 12. Juni 2005          |
| 18  |                                                                           | Fielder’s Choice                        | Chad Lowe, Kesun Loder, Marin Hinkle                 | 18. Juni 2005          |
| 19  | Deckname Jane Doe: Wenn Lügen sterben müssen Jane Doe-Reihe (M)           | Jane Doe: The Wrong Face                | Lea Thompson, Joe Penny, William R. Moses            | 19. Juni 2005          |
| 20  |                                                                           | Back to You and Me                      | Lisa Hartman, Dale Midkiff, Rue McClanahan           | 23. Juli 2005          |
| 21  | McBride-Reihe (P)                                                         | McBride: Tune in for Murder             | John Larroquette, Marta DuBois, Matt Lutz            | 14. August 2005        |
| 22  | Karol. Ein Mann, der Papst wurde                                          | Karol: A Man Who Became Pope            | Piotr Adamczyk, Malgorzata Bela, Ken Duken           | 15. August 2005        |
| 23  | Mystery Woman-Reihe (S)                                                   | Mystery Woman: Game Time                | Kellie Martin, Clarence Williams III, Nina Siemaszko | 21. August 2005        |
| 24  | McBride-Reihe (P)                                                         | McBride: Anybody Here Murder Marty?     | John Larroquette, Marta DuBois, Matt Lutz            | 28. August 2005        |
| 25  | Supernova – Wenn die Sonne explodiert                                     | Supernova                               | Luke Perry, Tia Carrere, Peter Fonda                 | 5. September 2005      |
| 26  | Mysterious Island – Die geheimnisvolle Insel                              | Mysterious Island (2h 52min)            | Kyle MacLachlan, Gabrielle Anwar, Patrick Stewart    | 17. September 2005     |
| 27  |                                                                           | Detective (2h 23min)                    | Tom Berenger, Annabeth Gish, Rick Gomez              | 22. November 2005      |
| 28  |                                                                           | The Reading Room                        | James Earl Jones, Joanna Cassidy, Keith Robinson     | 23. November 2005      |
| 29  |                                                                           | Ordinary Miracles                       | Jaclyn Smith, Lyndsy Fonseca, C. Thomas Howell       | 23. November 2005      |
| 30  |                                                                           | Silver Bells                            | Anne Heche, Tate Donovan, Courtney Jines             | 27. November 2005      |
| 31  | Liebe findet ein Zuhause Love Comes Softly-Saga (O)                       | Love’s Long Journey                     | Erin Cottrell, William Morgan Sheppard               | 3. Dezember 2005       |
| 32  |                                                                           | Meet the Santas                         | Steve Guttenberg, Dominic Scott Kay                  | 17. Dezember 2005      |

### 2006
| Nr. | Deutscher Titel                              | Originaltitel                           | Schauspieler                                         | Erstausstrahlung (USA) |
| --- | -------------------------------------------- | --------------------------------------- | ---------------------------------------------------- | ---------------------- |
| 1   | Murder 101-Reihe (Q)                         | Murder 101                              | Dick Van Dyke, Barry Van Dyke, Tracey Needham        | 7. Januar 2006         |
| 2   | Jane Doe-Reihe (M)                           | Jane Doe: Yes, I Remember It Well       | Lea Thompson, Joe Penny, William R. Moses            | 14. Januar 2006        |
| 3   | Mystery Woman-Reihe (S)                      | Mystery Woman: At First Sight           | Kellie Martin, Clarence Williams III, Nina Siemaszko | 21. Januar 2006        |
| 4   | Die Orangenpflückerin                        | Hidden Places                           | Sydney Penny, Jason Gedrick, Shirley Jones           | 28. Januar 2006        |
| 5   |                                              | Falling in Love with the Girl Next Door | Crystal Allen, Ken Marino, Patty Duke                | 4. Februar 2006        |
| 6   | Jane Doe-Reihe (M)                           | Jane Doe: The Harder They Fall          | Lea Thompson, Joe Penny, William R. Moses            | 4. März 2006           |
| 7   | McBride-Reihe (P)                            | McBride: Fallen Idol                    | John Larroquette, Marta DuBois, Matt Lutz            | 11. März 2006          |
| 8   | Mystery Woman-Reihe (S)                      | Mystery Woman: Wild West Mystery        | Kellie Martin, Clarence Williams III, Nina Siemaszko | 18. März 2006          |
| 9   |                                              | Our House                               | Doris Roberts, Judy Reyes, Ellen Geer                | 25. März 2006          |
| 10  |                                              | Though None Go with Me                  | Cheryl Ladd, Brad Rowe                               | 8. April 2006          |
| 11  |                                              | In from the Night                       | Marcia Gay Harden, Taylor Handley, Thomas Gibson     | 23. April 2006         |
| 12  |                                              | Where There’s a Will                    | Marion Ross, Frank Whaley, Christine Elise           | 6. Mai 2006            |
| 13  | King Tut – Der Fluch des Pharao              | The Curse of King Tut’s Tomb (2h 50min) | Casper Van Dien, Jonathan Hyde, Leonor Varela        | 27. Mai 2006           |
| 14  | McBride-Reihe (P)                            | McBride: Requiem                        | John Larroquette, Marta DuBois, Matt Lutz            | 31. Mai 2006           |
| 15  | Piraten der Karibik                          | Blackbeard (2h 50min)                   | Angus Macfadyen, Mark Umbers, Richard Chamberlain    | 17. Juni 2006          |
| 16  |                                              | Desolation Canyon                       | Stacy Keach, Patrick Duffy, Kenny Johnson            | 1. Juli 2006           |
| 17  |                                              | Wild Hearts                             | Richard Thomas, Hallee Hirsh                         | 8. Juli 2006           |
| 18  | Mystery Woman-Reihe (S)                      | Mystery Woman: Oh Baby                  | Kellie Martin, Clarence Williams III, Nina Siemaszko | 19. August 2006        |
| 19  | Final Days – Die letzten Tage der Menschheit | Final Days of Planet Earth (2h 53min)   | Daryl Hannah, Campbell Scott, Gil Bellows            | 14. Oktober 2006       |
| 20  | Mystery Woman-Reihe (S)                      | Mystery Woman: Redemption               | Kellie Martin, Clarence Williams III, Nina Siemaszko | 6. November 2006       |
| 21  | The Christmas Card                           | The Christmas Card                      | Ed Asner, John Newton, Alice Evans                   | 2. Dezember 2006       |
| 22  |                                              | What I Did for Love                     | Jeremy London, Dorie Barton, James Gammon            | 9. Dezember 2006       |
| 23  | Love Comes Softly-Saga (O)                   | Love’s Abiding Joy                      | Dale Midkiff, Frank McRae, William Morgan Sheppard   | 16. Dezember 2006      |

### 2007
| Nr. | Deutscher Titel                                                  | Originaltitel                    | Schauspieler                                         | Erstausstrahlung (USA) |
| --- | ---------------------------------------------------------------- | -------------------------------- | ---------------------------------------------------- | ---------------------- |
| 1   |                                                                  | Sacrifices of the Heart          | Melissa Gilbert, Ken Howard                          | 10. Januar 2007        |
| 2   | Mystery Woman-Reihe (S)                                          | Mystery Woman: In the Shadows    | Kellie Martin, Clarence Williams III, Nina Siemaszko | 13. Januar 2007        |
| 3   | McBride-Reihe (P)                                                | McBride: Semper Fi               | John Larroquette, Marta DuBois, Matt Lutz            | 20. Januar 2007        |
| 4   |                                                                  | The Valley of Light              | Chris Klein, Gretchen Mol                            | 28. Januar 2007        |
| 5   | Murder 101-Reihe (Q)                                             | Murder 101 College Can Be Murder | Dick Van Dyke, Barry Van Dyke, Kimberly Quinn        | 29. Januar 2007        |
| 6   |                                                                  | Love Is a Four Letter Word       | Teri Polo, Robert Mailhouse, Barry Bostwick          | 3. Februar 2007        |
| 7   | McBride-Reihe (P)                                                | McBride: Dogged                  | John Larroquette, Marta DuBois, Matt Lutz            | 17. März 2007          |
| 8   | Deckname Jane Doe: Ein Mörder mit zwei Alibis Jane Doe-Reihe (M) | Jane Doe: Ties That Bind         | Lea Thompson, Joe Penny, William R. Moses            | 17. März 2007          |
| 9   | Liebe erhellt die Nacht Love Comes Softly-Saga (O)               | Love’s Unending Legacy           | Erin Cottrell, Dale Midkiff                          | 7. April 2007          |
| 10  |                                                                  | A Stranger’s Heart               | Samantha Mathis, Thomas Kopache                      | 5. Mai 2007            |
| 11  | Deckname Jane Doe: Tödliche Gedankenkontrolle Jane Doe-Reihe (M) | Jane Doe: How To Fire Your Boss  | Lea Thompson, Joe Penny, William R. Moses            | 8. Mai 2007            |
| 12  | Pandemic – Tödliche Erreger                                      | Pandemic (2h 49min)              | Tiffani Thiessen, French Stewart, Faye Dunaway       | 26. Mai 2007           |
| 13  | Marco Polo (2007)                                                | Marco Polo (2h 45min)            | Ian Somerhalder, Brian Dennehy                       | 2. Juni 2007           |
| 14  |                                                                  | You’ve Got a Friend              | John Schneider, Dylan McLaughlin, Jason Brooks       | 9. Juni 2007           |
| 15  |                                                                  | Avenging Angel                   | Kevin Sorbo, Nick Chinlund, Cynthia Watros           | 7. Juli 2007           |
| 16  | Murder 101-Reihe (Q)                                             | Murder 101 If Wishes Were Horses | Dick Van Dyke, Barry Van Dyke, Shane Van Dyke        | 9. August 2007         |
| 17  |                                                                  | Claire                           | Valerie Bertinelli, Sasha Pieterse                   | 11. August 2007        |
| 18  |                                                                  | A Grandpa for Christmas          | Ernest Borgnine, Katherine Helmond                   | 24. November 2007      |
| 19  | All I want for Christmas (2007)                                  | All I Want for Christmas         | Gail O’Grady, Greg Germann, Robert Mailhouse         | 1. Dezember 2007       |
| 20  |                                                                  | The Note                         | Genie Francis, Ted McGinley, Rick Roberts            | 8. Dezember 2007       |
| 21  | Liebe wagt neue Wege Love Comes Softly-Saga (O)                  | Love’s Unfolding Dream           | Scout Taylor-Compton, Dale Midkiff                   | 15. Dezember 2007      |

### 2008
| Nr. | Deutscher Titel                                               | Originaltitel                       | Schauspieler                                       | Erstausstrahlung (USA) |
| --- | ------------------------------------------------------------- | ----------------------------------- | -------------------------------------------------- | ---------------------- |
| 1   |                                                               | Charlie & Me                        | Tom Bosley, Lara Jean Chorostecki                  | 5. Januar 2008         |
| 2   |                                                               | Daniel’s Daughter                   | Laura Leighton, Sebastian Spence                   | 12. Januar 2008        |
| 3   | Deckname Jane Doe: Das gefälschte Original Jane Doe-Reihe (M) | Jane Doe: Eye of the Beholder       | Lea Thompson, Joe Penny, William R. Moses          | 12. Januar 2008        |
| 4   | Good Witch Good Witch-Reihe (H)                               | The Good Witch                      | Catherine Bell, Chris Potter                       | 19. Januar 2008        |
| 5   |                                                               | The Russell Girl                    | Amber Tamblyn, Jennifer Ehle, Henry Czerny         | 27. Januar 2008        |
| 6   |                                                               | Bridal Fever                        | Andrea Roth, Delta Burke                           | 9. Februar 2008        |
| 7   | Final Approach – Im Angesicht des Terrors                     | Final Approach (4h)                 | Dean Cain, Anthony Michael Hall, Ernie Hudson      | 24. Mai 2008           |
| 8   | Shark Swarm – Angriff der Haie                                | Shark Swarm (2h 47min)              | Daryl Hannah, John Schneider, Armand Assante       | 25. Mai 2008           |
| 9   |                                                               | Every Second Counts                 | Stephen Collins, Barbara Williams, Magda Apanowicz | 15. Juni 2008          |
| 10  |                                                               | A Gunfighter’s Pledge               | Luke Perry, C. Thomas Howell, Kim Coates           | 5. Juli 2008           |
| 11  | Murder 101-Reihe (Q)                                          | Murder 101 New Age                  | Dick Van Dyke, Barry Van Dyke, Shane Van Dyke      | 17. August 2008        |
| 12  |                                                               | Dear Prudence                       | Jane Seymour, Jamey Sheridan, Ryan Cartwright      | 23. August 2008        |
| 13  |                                                               | For the Love of Grace               | Mark Consuelos, Chandra West, Cara Pifko           | 30. August 2008        |
| 14  |                                                               | Ladies of the House                 | Florence Henderson, Donna Mills, Pam Grier         | 18. Oktober 2008       |
| 15  |                                                               | Generation Gap                      | Ed Asner, Rue McClanahan, Alex Black               | 1. November 2008       |
| 16  |                                                               | Mail Order Bride                    | Daphne Zuniga, Greg Evigan                         | 8. November 2008       |
| 17  |                                                               | Accidental Friendship               | Chandra Wilson, Kathleen Munroe                    | 15. November 2008      |
| 18  |                                                               | An Old Fashioned Thanksgiving       | Jacqueline Bisset, Tatiana Maslany                 | 22. November 2008      |
| 19  |                                                               | Moonlight and Mistletoe             | Tom Arnold, Candace Cameron Bure, Barbara Niven    | 29. November 2008      |
| 20  | Tics – Meine lästigen Begleiter                               | Front of the Class                  | James Wolk, Treat Williams, Dominic Scott Kay      | 7. Dezember 2008       |
| 21  | Der Weihnachtschor – Melodien der Herzen                      | The Christmas Choir                 | Jason Gedrick, Michael Sarrazin                    | 9. Dezember 2008       |
| 22  |                                                               | The Most Wonderful Time of the Year | Brooke Burns, Henry Winkler, Warren Christie       | 13. Dezember 2008      |
| 23  |                                                               | Our First Christmas                 | Dixie Carter, Julie Warner, John Ratzenberger      | 19. Dezember 2008      |
| 24  |                                                               | A Kiss at Midnight                  | Faith Ford, Cameron Daddo, Hal Linden              | 27. Dezember 2008      |

### 2009
| Nr. | Deutscher Titel                                                                   | Originaltitel                               | Schauspieler                                         | Erstausstrahlung (USA) |
| --- | --------------------------------------------------------------------------------- | ------------------------------------------- | ---------------------------------------------------- | ---------------------- |
| 1   |                                                                                   | The Nanny Express                           | Vanessa Marcil, Stacy Keach                          | 9. Januar 2009         |
| 2   |                                                                                   | Expecting a Miracle                         | Jason Priestley, Teri Polo, Cheech Marin             | 10. Januar 2009        |
| 3   |                                                                                   | Loving Leah (Hallmark Hall of Fame)         | Lauren Ambrose, Adam Kaufman                         | 25. Januar 2009        |
| 4   |                                                                                   | Taking a Chance on Love                     | Genie Francis, Ted McGinley, Katie Boland            | 31. Januar 2009        |
| 5   | The Good Witch-Reihe (H)                                                          | The Good Witch’s Garden                     | Catherine Bell, Chris Potter                         | 7. Februar 2009        |
| 6   |                                                                                   | Before You Say I Do                         | David Sutcliffe, Jennifer Westfeldt, Lauren Holly    | 14. Februar 2009       |
| 7   |                                                                                   | Bound by a Secret                           | Meredith Baxter, Lesley Ann Warren                   | 7. März 2009           |
| 8   |                                                                                   | Relative Stranger                           | Eriq La Salle, Cicely Tyson, Michael Michele         | 14. März 2009          |
| 9   | Love Comes Softly-Saga (O)                                                        | Love Takes Wing                             | Sarah Jones, Haylie Duff, Jordan Bridges             | 4. April 2009          |
| 10  |                                                                                   | Chasing a Dream                             | Treat Williams, Joanna Going, Andrew Lawrence        | 25. April 2009         |
| 11  | Wake Up! - Lebe deinen Traum                                                      | Living Out Loud                             | Gail O’Grady, Michael Shanks                         | 2. Mai 2009            |
| 12  | Safe Harbor                                                                       | Safe Harbor                                 | Treat Williams, Nancy Travis, Reiley McClendon       | 30. Mai 2009           |
| 13  |                                                                                   | Come Dance at My Wedding                    | John Schneider, Brooke Nevin, Roma Downey            | 6. Juni 2009           |
| 14  | Angel and the Badman                                                              | Angel and the Badman                        | Lou Diamond Phillips, Luke Perry, Deborah Kara Unger | 5. Juli 2009           |
| 15  |                                                                                   | The Gambler, the Girl and the Gunslinger    | Dean Cain, James Tupper, Allison Hossack             | 11. Juli 2009          |
| 16  |                                                                                   | Mending Fences                              | Laura Leighton, Angie Dickinson, Peter Jason         | 18. Juli 2009          |
| 17  |                                                                                   | Mrs. Washington Goes to Smith               | Cybill Shepherd, Corri English, Pat Crawford Brown   | 1. August 2009         |
| 18  | Love Comes Softly-Saga (O)                                                        | Love Finds a Home                           | Sarah Jones, Haylie Duff, Jordan Bridges             | 5. September 2009      |
| 19  |                                                                                   | Citizen Jane                                | Ally Sheedy, Meat Loaf, Nia Peeples                  | 12. September 2009     |
| 20  |                                                                                   | Always and Forever                          | Rena Sofer, Dean McDermott, Barbara Eden             | 24. Oktober 2009       |
| 21  |                                                                                   | Flower Girl                                 | Marla Sokoloff, Marion Ross, Kieren Hutchison        | 5. November 2009       |
| 22  |                                                                                   | The National Tree                           | Andrew McCarthy, Kari Matchett                       | 28. November 2009      |
| 23  | Ein Hund namens Weihnachten                                                       | Dog Named Christmas (Hallmark Hall of Fame) | Bruce Greenwood, Linda Emond, Noel Fisher            | 29. November 2009      |
| 24  | Mrs. Miracle – Ein zauberhaftes Kindermädchen Debbie Macomber's Mrs. Miracle (PP) | Mrs. Miracle                                | James Van Der Beek, Erin Karpluk, Doris Roberts      | 5. Dezember 2009       |
| 25  |                                                                                   | Christmas in Canaan                         | Billy Ray Cyrus, Tom Heaton, Jaishon Fisher          | 12. Dezember 2009      |
| 26  |                                                                                   | The Three Gifts                             | Dean Cain, Jean Louisa Kelly, Mimi Kennedy           | 19. Dezember 2009      |

### 2010
| Nr. | Deutscher Titel                                                                      | Originaltitel                               | Schauspieler                                                 | Erstausstrahlung (USA) |
| --- | ------------------------------------------------------------------------------------ | ------------------------------------------- | ------------------------------------------------------------ | ---------------------- |
| 1   |                                                                                      | Wishing Well                                | Jordan Ladd, Jason London                                    | 9. Januar 2010         |
| 2   |                                                                                      | Ice Dreams                                  | Jessica Cauffiel, Shelley Long                               | 23. Januar 2010        |
| 3   |                                                                                      | Elevator Girl                               | Lacey Chabert, Ryan Merriman                                 | 13. Februar 2010       |
| 4   |                                                                                      | Uncorked                                    | Julie Benz, JoBeth Williams, Elliott Gould                   | 6. März 2010           |
| 5   |                                                                                      | Healing Hands                               | Eddie Cibrian, Lisa Sheridan                                 | 20. März 2010          |
| 6   | Meet My Mom                                                                          | A Soldier’s Love Story                      | Lori Loughlin, Johnny Messner                                | 8. Mai 2010            |
| 7   |                                                                                      | Freshman Father                             | Drew Seeley, Annie Potts                                     | 5. Juni 2010           |
| 8   |                                                                                      | Dad’s Home                                  | David James Elliott, Madison Davenport                       | 19. Juni 2010          |
| 9   |                                                                                      | You Lucky Dog                               | Natasha Henstridge, Harry Hamlin                             | 26. Juni 2010          |
| 10  | Jack’s Family Adventure                                                              | Jack’s Family Adventure                     | Jonathan Silverman, Dedee Pfeiffer, Peter Strauss            | 17. Juni 2010          |
| 11  |                                                                                      | Lies Between Friends                        | Gabrielle Anwar, Craig Sheffer                               | 31. Juli 2010          |
| 12  |                                                                                      | Class                                       | Jodi Lyn O’Keefe, Justin Bruening                            | 14. August 2010        |
| 13  |                                                                                      | The Wish List                               | Jennifer Esposito, David Sutcliffe                           | 28. August 2010        |
| 14  | Fairfield Road – Straße ins Glück                                                    | Fairfield Road                              | Jesse Metcalfe, Natalie Lisinska                             | 11. September 2010     |
| 15  |                                                                                      | Growing the Big One                         | Shannon Doherty, Kavan Smith                                 | 23. Oktober 2010       |
| 16  | Familie wider Willen                                                                 | A Family Thanksgiving                       | Daphne Zuniga, Faye Dunaway                                  | 6. November 2010       |
| 17  | Cassie – Eine verhexte Hochzeit The Good Witch-Reihe (H)                             | The Good Witch’s Gift                       | Catherine Bell, Chris Potter                                 | 13. November 2010      |
| 18  |                                                                                      | The Night Before the Night Before Christmas | Jennifer Beals, Rick Roberts                                 | 20. November 2010      |
| 19  |                                                                                      | The Town Christmas Forgot                   | Lauren Holly, Rick Roberts                                   | 25. November 2010      |
| 20  | Mrs. Miracle 2 – Ein zauberhaftes Weihnachtsfest Debbie Macomber's Mrs. Miracle (PP) | Call Me Mrs. Miracle                        | Doris Roberts, Eric Johnson, Lauren Holly                    | 27. November 2010      |
| 21  | Weihnachten des Herzens                                                              | November Christmas (Hallmark Hall of Fame)  | Sam Elliott, John Corbett                                    | 28. November 2010      |
| 22  |                                                                                      | The Santa Suit                              | Kevin Sorbo, Rosemary Dunsmore                               | 2. Dezember 2010       |
| 23  |                                                                                      | Farewell Mr. Kringle                        | Christine Taylor, Christopher Wiehl, William Morgan Sheppard | 4. Dezember 2010       |
| 24  | Die Akte Weihnachtsmann                                                              | The Santa Incident                          | Ione Skye, Greg Germann                                      | 9. Dezember 2010       |
| 25  |                                                                                      | An Old Fashioned Christmas                  | Jacqueline Bisset, Ian McElhinney                            | 11. Dezember 2010      |
| 26  |                                                                                      | Three Wise Women                            | Fionnula Flanagan, Hugh O’Conor                              | 14. Dezember 2010      |
| 27  | Das zauberhafte Weihnachtsgeschenk                                                   | Gift of the Magi                            | Marla Sokoloff, Mark Webber                                  | 16. Dezember 2010      |
| 28  | Eine total verrückte Bescherung                                                      | Battle of the Bulbs                         | Daniel Stern, Matt Frewer, Allison Hossack                   | 6. Dezember 2010       |

### 2011
| Nr. | Deutscher Titel                                     | Originaltitel                        | Schauspieler                                               | Erstausstrahlung (USA) |
| --- | --------------------------------------------------- | ------------------------------------ | ---------------------------------------------------------- | ---------------------- |
| 1   |                                                     | Perfectly Prudence                   | Jane Seymour, Joe Lando                                    | 8. Januar 2011         |
| 2   |                                                     | Backyard Wedding                     | Alicia Witt, Frances Fisher, Markie Post                   | 22. Januar 2011        |
| 3   |                                                     | A Valentine’s Date                   | Elisa Donovan, Brad Rowe and Tom Skerritt                  | 4. Februar 2011        |
| 4   |                                                     | Smooch                               | Kellie Martin, Kiernan Shipka                              | 5. Februar 2011        |
| 5   |                                                     | Accidentally in Love                 | Jennie Garth, Fred Willard                                 | 12. Februar 2011       |
| 6   |                                                     | Time after Time                      | Richard Thomas, Kaj-Erik Eriksen                           | 19. März 2011          |
| 7   | Was auch geschehen mag                              | The Shunning                         | Danielle Panabaker, Sherry Stringfield                     | 16. April 2011         |
| 8   |                                                     | Three Weeks, Three Kids              | Anna Chlumsky, Warren Christie, Chelah Horsdal             | 7. Mai 2011            |
| 9   |                                                     | The Edge of the Garden               | Rob Estes, David Lewis                                     | 14. Mai 2011           |
| 10  |                                                     | A Crush on You                       | Brigid Brannagh, Connor Gibbs                              | 11. Juni 2011          |
| 11  |                                                     | Rock the House                       | Jack Coleman, Cassi Thomson                                | 18. Juni 2011          |
| 12  |                                                     | Keeping Up with the Randalls         | Roma Downey, Kayla Ewell, Marion Ross                      | 9. Juli 2011           |
| 13  |                                                     | Honeymoon for One                    | Nicollette Sheridan, Greg Wise                             | 17. August 2011        |
| 14  |                                                     | William & Catherine: A Royal Romance | Jane Alexander, Victor Garber, Jean Smart                  | 27. August 2011        |
| 15  | Liebe blüht auf Love Comes Softly-Saga (O)          | Love Begins                          | Wes Brown, Julie Mond                                      | 17. September 2011     |
| 16  | Love Comes Softly-Saga (O)                          | Love’s Everlasting Courage           | Wes Brown, Julie Mond                                      | 1. Oktober 2011        |
| 17  |                                                     | Oliver’s Ghost                       | Rhea Perlman, Martin Mull                                  | 22. Oktober 2011       |
| 18  | Cassie – Eine verhexte Familie Good Witch-Reihe (H) | The Good Witch’s Family              | Catherine Bell, Chris Potter, Sarah Power                  | 29. Oktober 2011       |
| 19  | Love Comes Softly-Saga (O)                          | Love’s Christmas Journey             | Wes Brown, Julie Mond                                      | 5. November 2011       |
| 20  |                                                     | Mistletoe Over Manhattan             | Tricia Helfer, Greg Bryk                                   | 6. November 2011       |
| 21  | Lucky Christmas – Ein Hauptgewinn zu Weihnachten    | Lucky Christmas                      | Elizabeth Berkley, Jason Gray-Stanford                     | 12. November 2011      |
| 22  |                                                     | Cancel Christmas                     | Judd Nelson, Natalie Brown                                 | 13. November 2011      |
| 23  | Die Weihnachtshochzeitsgeschichte                   | A Christmas Wedding Tail             | Jennie Garth, Brad Rowe, Tom Arnold                        | 19. November 2011      |
| 24  |                                                     | The Case for Christmas               | Dean Cain, Rachel Blanchard                                | 19. November 2011      |
| 25  | Frohe Weihnachten – Jetzt erst recht                | A Christmas Wish                     | Kristy Swanson, Edward Herrmann, Tess Harper               | 20. November 2011      |
| 26  |                                                     | Jingle All the Way                   | Animationsfilm                                             | 25. November 2011      |
| 27  |                                                     | Trading Christmas                    | Faith Ford, Thomas Cavanagh, Gil Bellows, Gabrielle Miller | 26. November 2011      |
| 28  |                                                     | Holiday Engagement                   | Bonnie Somerville, Jordan Bridges                          | 27. November 2011      |
| 29  | Eine Prinzessin zu Weihnachten                      | A Princess for Christmas             | Katie McGrath, Sam Heughan                                 | 3. Dezember 2011       |
| 30  |                                                     | Annie Claus Is Coming to Town        | Maria Thayer, Vivica A. Fox                                | 10. Dezember 2011      |
| 31  |                                                     | The Christmas Pageant                | Melissa Gilbert, Robert Mailhouse                          | 11. Dezember 2011      |
| 32  | Weihnachten voller Hoffnung                         | Christmas Comes Home to Canaan       | Billy Ray Cyrus, Gina Holden                               | 17. Dezember 2011      |
| 33  |                                                     | Christmas Magic                      | Lindy Booth, Paul McGillion                                | 18. Dezember 2011      |

### 2012
| Nr. | Deutscher Titel                                       | Originaltitel                       | Schauspieler                                         | Erstausstrahlung (USA) |
| --- | ----------------------------------------------------- | ----------------------------------- | ---------------------------------------------------- | ---------------------- |
| 1   |                                                       | Fixing Pete                         | Brooke Burns, Dylan Bruno, Valerie Harper            | 7. Januar 2012         |
| 2   |                                                       | A Taste of Romance                  | Teri Polo, James Patrick Stuart                      | 14. Januar 2012        |
| 3   | Amor auf vier Pfoten                                  | Cupid, Inc.                         | Joely Fisher, Jamie Kennedy, Roark Critchlow         | 11. Februar 2012       |
| 4   |                                                       | Chasing Leprechauns                 | Adrian Pasdar, Amy Huberman                          | 17. März 2012          |
| 5   |                                                       | Undercover Bridesmaid               | Brooke Burns, Gregory Harrison                       | 15. April 2012         |
| 6   | Die Herzheilerin                                      | Notes from the Heart Healer         | Genie Francis, Ted McGinley                          | 12. Mai 2012           |
| 7   |                                                       | Kiss at Pine Lake                   | Barry Watson, Mia Kirshner                           | 19. Mai 2012           |
| 8   |                                                       | Operation Cupcake                   | Dean Cain, Kristy Swanson, Wade Williams             | 16. Juni 2012          |
| 9   | Liebe in acht Lektionen                               | How to Fall in Love                 | Eric Mabius, Brooke D’Orsay                          | 21. Juli 2012          |
| 10  |                                                       | The Music Teacher                   | Annie Potts, Emilie Ullerup                          | 11. August 2012        |
| 11  |                                                       | Smart Cookies                       | Jessalyn Gilsig, Patricia Richardson                 | 18. August 2012        |
| 12  | Alle lieben Jake                                      | Puppy Love                          | Candace Cameron Bure, Victor Webster                 | 8. September 2012      |
| 13  |                                                       | I Married Who?                      | Kellie Martin, Bess Armstrong                        | 20. Oktober 2012       |
| 14  |                                                       | Hoops & Yoyo Haunted Halloween      | Mike Adair, Greg Arden                               | 26. Oktober 2012       |
| 15  | Cassie – Ein verhextes Video The Good Witch-Reihe (H) | The Good Witch’s Charm              | Catherine Bell, Chris Potter, Matthew Knight         | 27. Oktober 2012       |
| 16  | Der Weihnachts-Song – Wir singen für den Sieg!        | Christmas Song                      | Natasha Henstridge, Gabriel Hogan                    | 3. November 2012       |
| 17  |                                                       | Love at the Thanksgiving Day Parade | Autumn Reeser, Ben Cotton                            | 4. November 2012       |
| 18  |                                                       | The Wishing Tree                    | Jason Gedrick, Erica Cerra, Richard Harmon           | 10. November 2012      |
| 19  |                                                       | Matchmaker Santa                    | Lacey Chabert, Florence Henderson, John Ratzenberger | 17. November 2012      |
| 20  |                                                       | It’s Christmas, Carol!              | Emmanuelle Vaugier, Carrie Fisher                    | 18. November 2012      |
| 21  |                                                       | Jingle & Bell’s Christmas Star      | Ami Shalabh, Ryan Bley                               | 23. November 2012      |
| 22  |                                                       | Naughty or Nice                     | Hilarie Burton, Matt Dallas, Danneel Ackles          | 24. November 2012      |
| 23  |                                                       | Hitched for the Holidays            | Joey Lawrence, Marilu Henner                         | 25. November 2012      |
| 24  | Eine Braut zu Weihnachten                             | A Bride for Christmas               | Arielle Kebbel, Andrew Walker                        | 1. Dezember 2012       |
| 25  | Das Weihnachtsherz – Das Geschenk meines Lebens       | The Christmas Heart                 | Teri Polo, Tess Harper                               | 2. Dezember 2012       |
| 26  |                                                       | Come Dance with Me                  | Andrew McCarthy, Michelle Nolden                     | 8. Dezember 2012       |
| 27  | Eine Elfe zu Weihnachten                              | Help for the Holidays               | Summer Glau, Eva LaRue                               | 9. Dezember 2012       |
| 28  |                                                       | Baby’s First Christmas              | Casper Van Dien, Ella Ballentine                     | 15. Dezember 2012      |

### 2013
| Nr. | Deutscher Titel                                        | Originaltitel                      | Schauspieler                                       | Erstausstrahlung (USA) |
| --- | ------------------------------------------------------ | ---------------------------------- | -------------------------------------------------- | ---------------------- |
| 1   | Hochzeit ohne Ehe                                      | The Nearlyweds                     | Danielle Panabaker, Jessica Parker Kennedy         | 13. Januar 2013        |
| 2   |                                                        | The Sweeter Side of Life           | Kathryn Morris, James Best                         | 19. Januar 2013        |
| 3   |                                                        | Be My Valentine                    | William Baldwin Natalie Brown                      | 9. Februar 2013        |
| 4   | Die Rückkehr zur Insel der Abenteuer                   | Return to Nim’s Island             | Bindi Irwin, John Waters                           | 15. März 2013          |
| 5   | Tom Dick & Harriet                                     | All’s Fair In Love and Advertising | Steven Weber, Andrew Francis, Michelle Harrison    | 16. März 2013          |
| 6   | Jeden Tag aufs Neue                                    | Remember Sunday                    | Alexis Bledel, Zachary Levi                        | 21. April 2013         |
| 7   | Space Warriors – Das verrückte Weltraumcamp            | Space Warriors                     | Thomas Horn, Josh Lucas, Mira Sorvino              | 26. April 2013         |
| 8   | Mr. Hockey: Die Gordie Howe Story                      | Mr. Hockey: The Gordie Howe Story  | Michael Shanks, Kathleen Robertson, Martin Cummins | 4. Mai 2013            |
| 9   | The Confession – Das Leben der Katie Lapp              | The Confession                     | Sherry Stringfield, Katie Leclerc                  | 11. Mai 2013           |
| 10  |                                                        | Notes From Dad                     | Eddie Cibrian, Josie Davis                         | 15. Juni 2013          |
| 11  | The Banner Project – Ein Leben für die Musik           | Banner 4th of July                 | Kristin Booth, Mercedes Ruehl                      | 29. Juni 2013          |
| 12  | Suche Mitbewohner, biete Familie                       | Second Chances                     | Alison Sweeney, Greg Vaughan                       | 27. Juli 2013          |
| 13  |                                                        | Reading, Writing, and Romance      | Eric Mabius, Virginia Williams, Stefanie Powers    | 10. August 2013        |
| 14  | This Magic Moment                                      | This Magic Moment                  | Diane Neal, Travis Schuldt                         | 17. August 2013        |
| 15  |                                                        | Dear Dumb Diary                    | Emily Alyn Lind, David Mazouz                      | 13. September 2013     |
| 16  | Garage Sale Mystery-Reihe (G)                          | Garage Sale Mystery                | Lori Loughlin, Rick Ravanello, Sarah Strange       | 14. September 2013     |
| 17  |                                                        | The Watsons Go to Birmingham       | Skai Jackson, Anika Noni Rose                      | 20. September 2013     |
| 18  | Signed, Sealed, Delivered-Reihe (V)                    | Signed, Sealed, Delivered          | Eric Mabius, Kristin Booth, Crystal Lowe           | 12. Oktober 2013       |
| 19  | Wenn die Liebe siegt – Aufbruch nach Westen            | When Calls the Heart               | Maggie Grace, Stephen Amell, Lori Loughlin         | 19. Oktober 2013       |
| 20  | The Hunters – Auf der Jagd nach dem verlorenen Spiegel | The Hunters                        | Victor Garber, Robbie Amell, Alexa Vega            | 25. Oktober 2013       |
| 21  | Cassie – Ein verhexter Geburtstag Good Witch-Reihe (H) | The Good Witch’s Destiny           | Catherine Bell, Chris Potter, Robin Dunne          | 26. Oktober 2013       |
| 22  | Ein Erbe voller Überraschungen                         | The Thanksgiving House             | Emily Rose, Justin Bruening                        | 2. November 2013       |
| 23  | Immer wieder Weihnachten                               | Pete’s Christmas                   | Zachary Gordon, Molly Parker                       | 8. November 2013       |
| 24  | Eine Hochzeit zu Weihnachten (2013)                    | Snow Bride                         | Katrina Law, Patricia Richardson                   | 9. November 2013       |
| 25  |                                                        | A Very Merry Mix-Up                | Alicia Witt                                        | 10. November 2013      |
| 26  |                                                        | The Christmas Ornament             | Kellie Martin, Jewel Staite                        | 16. November 2013      |
| 27  |                                                        | Catch a Christmas Star             | Shannon Elizabeth, Doug MacLeod                    | 17. November 2013      |
| 28  |                                                        | Window Wonderland                  | Chyler Leigh, Paul Campbell                        | 23. November 2013      |
| 29  |                                                        | Fir Crazy                          | Sarah Lancaster, Eric Johnson                      | 24. November 2013      |
| 30  | Und endlich ist es Weihnachten!                        | Let It Snow                        | Candace Cameron Bure, Jesse Hutch, Alan Thicke     | 30. November 2013      |
| 31  |                                                        | The Christmas Spirit               | Nicollette Sheridan, Sammi Hanratty                | 1. Dezember 2013       |
| 32  |                                                        | Santa Switch                       | Ethan Erickson, Sean Astin                         | 7. Dezember 2013       |
| 33  | Ein Weihnachtsmann für Mia                             | Hats Off to Christmas!             | Haylie Duff, Melanie Papalia                       | 14. Dezember 2013      |
| 34  | Finding Christmas – Eine neue Liebe zu Weihnachten     | Finding Christmas                  | Tricia Helfer, Mark Lutz                           | 15. Dezember 2013      |

### 2014
| Nr. | Deutscher Titel                              | Originaltitel                             | Schauspieler                                      | Erstausstrahlung (USA) |
| --- | -------------------------------------------- | ----------------------------------------- | ------------------------------------------------- | ---------------------- |
| 1   |                                              | June in January                           | Brooke D’Orsay, Wes Brown                         | 18. Januar 2014        |
| 2   | Foto mit Happy End                           | Chance at Romance                         | Erin Krakow, Ryan McPartlin                       | 8. Februar 2014        |
| 3   |                                              | Ring by Spring                            | Rachel Boston, Jesse Moss                         | 8. März 2014           |
| 4   |                                              | Lucky in Love                             | Jessica Szohr, Benjamin Hollingsworth             | 5. April 2014          |
| 5   |                                              | A Lesson in Romance                       | Kristy Swanson, Scott Grimes                      | 19. April 2014         |
| 6   |                                              | Mom’s Day Away                            | Bonnie Somerville, James Tupper                   | 10. Mai 2014           |
| 7   |                                              | Looking for Mr. Right                     | Sarah Lancaster, Kip Pardue                       | 7. Juni 2014           |
| 8   |                                              | When Sparks Fly                           | Meghan Markle, Christopher Jacot, Lochlyn Munro   | 28. Juni 2014          |
| 9   | Mein Nachbar der Weihnachtsmann              | Angels Sing                               | Harry Connick Jr., Connie Britton                 | 12. Juli 2014          |
| 10  | In guten wie in schlechten Zeiten            | For Better or For Worse                   | Lisa Whelchel, David Lewis                        | 19. Juli 2014          |
| 11  | Am Rande des Hurrikans                       | Stranded in Paradise                      | Vanessa Marcil, James Denton, Cindy Pickett       | 9. August 2014         |
| 12  |                                              | Perfect on Paper                          | Drew Fuller, Morgan Fairchild                     | 20. September 2014     |
| 13  |                                              | Midnight Masquerade                       | Autumn Reeser, Christopher Russell, Richard Burgi | 27. September 2014     |
| 14  |                                              | Recipe for Love                           | Danielle Panabaker, Shawn Roberts                 | 11. Oktober 2014       |
| 15  |                                              | My Boyfriends’ Dogs                       | Erika Christensen, Teryl Rothery                  | 18. Oktober 2014       |
| 16  | The Good Witch’s Wonder Good Witch-Reihe (H) | The Good Witch’s Wonder                   | Catherine Bell, Chris Potter                      | 25. Oktober 2014       |
| 17  |                                              | One Starry Christmas                      | Sarah Carter                                      | 1. November 2014       |
| 18  | Eine samtige Bescherung                      | The Nine Lives of Christmas               | Brandon Routh, Chelsea Hobbs                      | 8. November 2014       |
| 19  | Liebesgrüße aus der Weihnachtsbäckerei       | A Cookie Cutter Christmas                 | Erin Krakow, Miranda Frigon                       | 9. November 2014       |
| 20  | Zauber einer Weihnachtsnacht                 | Northpole                                 | Tiffani Thiessen, Josh Hopkins, Bailee Madison    | 15. November 2014      |
| 21  |                                              | Angels and Ornaments                      | Jessalyn Gilsig, Sergio Di Zio                    | 16. November 2014      |
| 22  | Königliche Weihnachten                       | A Royal Christmas                         | Lacey Chabert, Jane Seymour                       | 21. November 2014      |
| 23  |                                              | The Christmas Shepherd                    | Teri Polo, Martin Cummins                         | 23. November 2014      |
| 24  | Ein Weihnachtsgeheimnis                      | Christmas Under Wraps                     | Candace Cameron Bure, Robert Pine                 | 29. November 2014      |
| 25  | Das Weihnachts-Chaos                         | One Christmas Eve (Hallmark Hall of Fame) | Anne Heche, Carlos Gómez                          | 30. November 2014      |
| 26  | Mr. Miracle – Ihn schickt der Himmel         | Mr. Miracle                               | Michelle Harrison, Kendra Anderson                | 6. Dezember 2014       |
| 27  |                                              | Christmas at Cartwright’s                 | Alicia Witt, Wallace Shawn                        | 7. Dezember 2014       |
| 28  |                                              | Best Christmas Party Ever                 | Torrey DeVitto, Linda Thorson                     | 13. Dezember 2014      |
| 29  |                                              | The Christmas Parade                      | AnnaLynne McCord                                  | 14. Dezember 2014      |

### 2015
| Nr. | Deutscher Titel                                                     | Originaltitel                                      | Schauspieler                         | Erstausstrahlung (USA) |
| --- | ------------------------------------------------------------------- | -------------------------------------------------- | ------------------------------------ | ---------------------- |
| 1   |                                                                     | Surprised by Love                                  | Hilarie Burton, Paul Campbell        | 3. Januar 2015         |
| 2   |                                                                     | A Novel Romance                                    | Amy Acker, Dylan Bruce               | 10. Januar 2015        |
| 3   | Ein Bräutigam zu viel                                               | Bridal Wave                                        | Arielle Kebbel, Andrew Walker        | 17. Januar 2015        |
| 4   |                                                                     | Love By The Book                                   | Kristopher Turner, Ryan Bittle       | 24. Januar 2015        |
| 5   | Away and Back – Der Weg der Schwäne                                 | Away and Back (Hallmark Hall of Fame)              | Jason Lee, Minka Kelly               | 25. Januar 2015        |
| 6   |                                                                     | A Wish Come True                                   | Megan Park, Benjamin Hollingsworth   | 31. Januar 2015        |
| 7   | Und täglich grüßt der Bräutigam                                     | I Do, I Do, I Do                                   | Autumn Reeser, Shawn Roberts         | 6. Februar 2015        |
| 8   |                                                                     | So You Said Yes                                    | Kellie Martin, Bruce Boxleitner      | 7. Februar 2015        |
| 9   |                                                                     | Cloudy With A Chance Of Love                       | Katie Leclerc, Michael Rady          | 8. Februar 2015        |
| 10  | All of My Heart-Reihe (MM)                                          | All of My Heart                                    | Lacey Chabert, Ed Asner              | 14. Februar 2015       |
| 11  |                                                                     | Portrait of Love                                   | Jason Dohring, Jesse D. Goins        | 14. März 2015          |
| 12  |                                                                     | Romantically Speaking                              | Heather Morris, Jonathan Bennett     | 9. April 2015          |
| 13  |                                                                     | Just the Way You Are                               | Carolyn Adair                        | 9. Mai 2015            |
| 14  | Eine perfekte Hochzeit                                              | Perfect Match                                      | Danica McKellar, Paul Greene         | 20. Juni 2015          |
| 15  |                                                                     | Love, Again                                        | Teri Polo and Paul Johansson         | 21. Juni 2015          |
| 16  |                                                                     | A Country Wedding                                  | Jesse Metcalfe, Autumn Reeser        | 20. Juni 2015          |
| 17  | Eine Familie zu Weihnachten                                         | Family for Christmas                               | Lacey Chabert, Tyron Leitso          | 11. Juli 2015          |
| 18  |                                                                     | Lead With Your Heart                               | William Baldwin, Kari Matchett       | 19. September 2015     |
| 19  |                                                                     | Love on the Air                                    | Alison Sweeney, Jonathan Scarfe      | 26. September 2015     |
| 20  |                                                                     | Autumn Dreams                                      | Jill Wagner, Colin Egglesfield       | 3. Oktober 2015        |
| 21  |                                                                     | Harvest Moon                                       | Jessy Schram, Jesse Hutch            | 10. Oktober 2015       |
| 22  | October Kiss                                                        | October Kiss                                       | Ashley Williams, Sam Jaeger          | 17. Oktober 2015       |
| 23  | Jesse Stone-Reihe (W) (einzige Jesse Stone-Folge bei Hallmark)      | Jesse Stone: Lost in Paradise                      | Tom Selleck, Kohl Sudduth            | 18. Oktober 2015       |
| 24  | Episode der TV-Serie Good Witch, Fortsetzung von The Good Witch (H) | Good Witch Halloween                               | Catherine Bell, Bailee Madison       | 24. Oktober 2015       |
| 25  |                                                                     | ’Tis the Season for Love                           | Sarah Lancaster, Brendan Penny       | 1. November 2015       |
| 26  | Callie und der Weihnachtsengel                                      | Ice Sculpture Christmas                            | Rachel Boston, Brenda Strong         | 7. November 2015       |
| 27  |                                                                     | Charming Christmas                                 | Julie Benz, David Sutcliffe          | 8. November 2015       |
| 28  | Tante Holly, Du bist mein schönstes Weihnachtsgeschenk              | I’m Not Ready For Christmas                        | Alicia Witt, George Stults           | 14. November 2015      |
| 29  | Christmas Inc.                                                      | Christmas Incorporated                             | Shenae Grimes, Steve Lund            | 15. November 2015      |
| 30  | Northpole: Weihnachten steht vor der Tür                            | Northpole: Open For Christmas                      | Lori Loughlin, Bailee Madison        | 21. November 2015      |
| 31  | Die perfekte Weihnachtshochzeit                                     | Merry Matrimony                                    | Jessica Lowndes, Christopher Russell | 22. November 2015      |
| 32  | Once Upon a Holiday                                                 | Once Upon a Holiday                                | Briana Evigan, Paul Campbell         | 25. November 2015      |
| 33  | 12 Gifts of Christmas                                               | 12 Gifts of Christmas                              | Katrina Law, Donna Mills             | 26. November 2015      |
| 34  | Eine Königin zu Weihnachten                                         | Crown for Christmas                                | Danica McKellar, Rupert Penry-Jones  | 27. November 2015      |
| 35  | Weihnachten auf Umwegen                                             | A Christmas Detour                                 | Candace Cameron Bure, Sarah Strange  | 28. November 2015      |
| 36  |                                                                     | Angel of Christmas                                 | Jennifer Finnigan, Jonathan Scarfe   | 29. November 2015      |
| 37  | Ein Heiratsantrag zu Weihnachten                                    | Just In Time For Christmas (Hallmark Hall of Fame) | Eloise Mumford, Michael Stahl-David  | 5. Dezember 2015       |
| 38  | Karen Kingsbury – Eine Buchhandlung zu Weihnachten: Teil 1          | Karen Kingsbury’s The Bridge: Part 1               | Katie Findlay, Ted McGinley          | 6. Dezember 2015       |
| 39  |                                                                     | On The Twelfth Day of Christmas                    | Brooke Nevin, Robin Dunne            | 12. Dezember 2015      |
| 40  | Eine Weihnachtsmelodie                                              | A Christmas Melody                                 | Lacey Chabert, Kathy Najimy          | 19. Dezember 2015      |
| 41  | Hilfe, ich habe Weihnachten geerbt!                                 | Christmas Land                                     | Nikki Deloach, Luke Macfarlane       | 20. Dezember 2015      |
| 42  | 2 Episoden der Coal Valley Saga (Y)                                 | When Calls the Heart / New Year’s Wish             | Erin Krakow, Daniel Lissing          | 26. Dezember 2015      |

### 2016
| Nr. | Deutscher Titel                                                     | Originaltitel                                | Schauspieler                           | Erstausstrahlung (USA) |
| --- | ------------------------------------------------------------------- | -------------------------------------------- | -------------------------------------- | ---------------------- |
| 1   |                                                                     | Love In Paradise                             | Luke Perry, Emmanuelle Vaugier         | 2. Januar 2016         |
| 2   |                                                                     | Love’s Complicated                           | Holly Marie Combs, Corbin Bernsen      | 9. Januar 2016         |
| 3   |                                                                     | Love on the Sidelines                        | Emily Kinney, John Reardon             | 16. Januar 2016        |
| 4   |                                                                     | Unleashing Mr. Darcy                         | Cindy Busby, Elizabeth McLaughlin      | 23. Januar 2016        |
| 5   | Anleitung zum Verlieben                                             | Dater’s Handbook                             | Meghan Markle, Kristoffer Polaha       | 30. Januar 2016        |
| 6   |                                                                     | All Things Valentine                         | Sarah Rafferty, Samuel Page            | 31. Januar 2016        |
| 7   |                                                                     | Appetite for Love                            | Taylor Cole, Andrew Walker             | 6. Februar 2016        |
| 8   |                                                                     | Valentine Ever After                         | Autumn Reeser, Eric Johnson            | 13. Februar 2016       |
| 9   |                                                                     | Anything For Love                            | Erika Christensen, Paul Greene         | 14. Februar 2016       |
| 10  | All Yours – Der Weg in dein Herz                                    | All Yours                                    | Nicollette Sheridan, Genea Charpentier | 2. April 2016          |
| 11  | Frühling der Herzen                                                 | Hearts of Spring                             | Michael Shanks, Miranda Frigon         | 9. April 2016          |
| 12  |                                                                     | Love by Chance                               | Beau Garrett, Benjamin Ayres           | 16. April 2016         |
| 13  |                                                                     | Tulips in Spring                             | Fiona Gubelmann, Kelly Rowan           | 14. Mai 2016           |
| 14  |                                                                     | Date with Love                               | Shenae Grimes, Andrew Walker           | 21. Mai 2016           |
| 15  |                                                                     | Wedding Bells                                | Danica McKellar, Kavan Smith           | 3. Juni 2016           |
| 16  |                                                                     | Ms. Matched                                  | Leah Gibson, Shawn Roberts             | 4. Juni 2016           |
| 17  |                                                                     | Stop the Wedding!                            | Rachel Boston, Niall Matter            | 11. Juni 2016          |
| 18  | Der zweite Bräutigam                                                | The Convenient Groom                         | Vanessa Marcil, David Sutcliffe        | 18. Juni 2016          |
| 19  | The Wedding March-Reihe (X)                                         | The Wedding March                            | Jack Wagner, Josie Bissett             | 25. Juni 2016          |
| 20  |                                                                     | A Perfect Christmas                          | Susie Abromeit, Erin Gray              | 16. Juli 2016          |
| 21  |                                                                     | Summer Villa                                 | Hilarie Burton, Victor Webster         | 23. Juli 2016          |
| 22  |                                                                     | For Love & Honor                             | James Denton Natalie Brown             | 30. Juli 2016          |
| 23  |                                                                     | My Summer Prince                             | Taylor Cole, Lauren Holly              | 6. August 2016         |
| 24  |                                                                     | Summer in the City                           | Julianna Guill, Marc Bendavid          | 13. August 2016        |
| 25  | Summer Love                                                         | Summer Love                                  | Rachael Leigh Cook, Lucas Bryant       | 20. August 2016        |
| 26  |                                                                     | Summer of Dreams                             | Debbie Gibson, Robert Gant             | 27. August 2016        |
| 27  |                                                                     | Love on a Limb                               | Ashley Williams, Trevor Donovan        | 1. Oktober 2016        |
| 28  | … In the Vineyard-Reihe (L)                                         | Autumn In the Vineyard                       | Rachael Leigh Cook, Brendan Penny      | 8. Oktober 2016        |
| 29  | Pumpkin Pie Wars – Ein Konkurrent zum Anbeißen                      | Pumpkin Pie Wars                             | Julie Gonzalo, Michele Scarabelli      | 15. Oktober 2016       |
| 30  | Episode der TV-Serie Good Witch, Fortsetzung von The Good Witch (H) | Good Witch: Secrets of Grey House            | Catherine Bell, Bailee Madison         | 22. Oktober 2016       |
| 31  | A Wish for Christmas                                                | A Wish for Christmas                         | Lacey Chabert, Paul Greene             | 29. Oktober 2016       |
| 32  | Mein Fake Date The Mistletoe-Reihe (RR)                             | The Mistletoe Promise                        | Jaime King, Luke Macfarlane            | 5. November 2016       |
| 33  | Die Weihnachtsstory                                                 | Every Christmas Has a Story                  | Lori Loughlin, Colin Ferguson          | 12. November 2016      |
| 34  |                                                                     | Christmas Cookies                            | Jill Wagner, Wes Brown                 | 13. November 2016      |
| 35  | Mein Weihnachtstraum                                                | My Christmas Dream                           | Danica McKellar, David Haydn-Jones     | 19. November 2016      |
| 36  | A December Bride                                                    | A December Bride                             | Jessica Lowndes, Daniel Lissing        | 20. November 2016      |
| 37  | Was sich neckt, das liebt sich zu Weihnachten                       | Broadcasting Christmas                       | Melissa Joan Hart, Dean Cain           | 23. November 2016      |
| 38  | Ein Filmstar zu Weihnachten                                         | Christmas In Homestead                       | Taylor Cole, Michael Rady              | 24. November 2016      |
| 39  |                                                                     | Christmas List                               | Alicia Witt, Gabriel Hogan             | 25. November 2016      |
| 40  | Himmlische Weihnachten                                              | A Heavenly Christmas (Hallmark Hall of Fame) | Kristin Davis, Eric McCormack          | 26. November 2016      |
| 41  |                                                                     | Journey Back to Christmas                    | Candace Cameron Bure, Oliver Hudson    | 27. November 2016      |
| 42  |                                                                     | A Dream of Christmas                         | Nikki Deloach, Andrew Walker           | 3. Dezember 2016       |
| 43  | Ein Weihnachten zum Verlieben                                       | Looks Like Christmas                         | Anne Heche, Dylan Neal                 | 4. Dezember 2016       |
| 44  | Weihnachten auf der Bühne                                           | A Nutcracker Christmas                       | Amy Acker, Catherine Mary Stewart      | 10. Dezember 2016      |
| 45  |                                                                     | Love You Like Christmas                      | Bonnie Somerville,                     | 11. Dezember 2016      |
| 46  | Meine Weihnachtsliebe                                               | My Christmas Love                            | Bobby Campo, Gregory Harrison          | 17. Dezember 2016      |
| 47  | Der Klang der Schlittenglöckchen                                    | Sleigh Bells Ring                            | Erin Cahill                            | 18. Dezember 2016      |
| 48  | Episode der Coal Valley Saga (Y)                                    | When Calls the Heart Christmas               | Erin Krakow, Daniel Lissing            | 25. Dezember 2016      |

### 2017
| Nr. | Deutscher Titel                                                     | Originaltitel                                    | Schauspieler                          | Erstausstrahlung (USA) |
| --- | ------------------------------------------------------------------- | ------------------------------------------------ | ------------------------------------- | ---------------------- |
| 1   | Rosige Weihnachten                                                  | A Rose for Christmas                             | Rachel Boston, Marc Bendavid          | 1. Januar 2017         |
| 2   |                                                                     | Love on Ice                                      | Andrew Walker, Linda Kash             | 7. Januar 2017         |
| 3   | Eine königliche Winterromanze                                       | A Royal Winter                                   | Merritt Patterson, Jack Donnelly      | 14. Januar 2017        |
| 4   |                                                                     | The Birthday Wish                                | Jessy Schram, Luke Macfarlane         | 21. Januar 2017        |
| 5   | Love Locks                                                          | Love Locks (Hallmark Hall of Fame)               | Rebecca Romijn, Jerry O’Connell       | 28. Januar 2017        |
| 6   |                                                                     | Walking the Dog                                  | Jennifer Finnigan, Samuel Page        | 2. Februar 2017        |
| 7   |                                                                     | A Dash of Love                                   | Peri Gilpin, Brendan Penny            | 11. Februar 2017       |
| 8   |                                                                     | While You Were Dating                            | William Baldwin, Stefanie von Pfetten | 12. Februar 2017       |
| 9   |                                                                     | Love at First Glance                             | Amy Smart, Adrian Grenier             | 14. Februar 2017       |
| 10  |                                                                     | Love Blossoms                                    | Shantel VanSanten, Victor Webster     | 18. Februar 2017       |
| 11  |                                                                     | Campfire Kiss                                    | Danica McKellar, Paul Greene          | 18. März 2017          |
| 12  |                                                                     | Love at First Bark                               | Jana Kramer, Kevin McGarry            | 1. April 2017          |
| 13  |                                                                     | Moonlight in Vermont                             | Lacey Chabert, Jesse Moss             | 8. April 2017          |
| 14  |                                                                     | Like Cats & Dogs                                 | Gwynyth Walsh, Wyatt Nash             | 15. April 2017         |
| 15  |                                                                     | The Perfect Catch                                | Nikki Deloach, Andrew Walker          | 22. April 2017         |
| 16  |                                                                     | The Art of Us                                    | Taylor Cole, Steve Lund               | 20. Mai 2017           |
| 17  |                                                                     | All for Love                                     | Sara Rue, Steve Bacic                 | 27. Mai 2017           |
| 18  | Destination Hochzeit                                                | Destination Wedding                              | Alexa PenaVega and Jeremy Guilbaut    | 3. Juni 2017           |
| 19  |                                                                     | The Perfect Bride                                | Pascale Hutton, Kavan Smith           | 10. Juni 2017          |
| 20  | The Wedding March-Reihe (X)                                         | Wedding March 2: Resorting To Love               | Jack Wagner, Josie Bissett            | 17. Juni 2017          |
| 21  | My Favorite Wedding                                                 | My Favorite Wedding                              | Maggie Lawson, Paul Greene            | 24. Juni 2017          |
| 22  | Weihnachten auf Rezept                                              | The Christmas Cure                               | Brooke Nevin, Patrick Duffy           | 15. Juli 2017          |
| 23  |                                                                     | Love at the Shore                                | Amanda Righetti, Peter Porte          | 5. August 2017         |
| 24  | … In the Vineyard-Reihe (L)                                         | Summer In the Vineyard                           | Rachael Leigh Cook, Brendan Penny     | 12. August 2017        |
| 25  | Countdown der Liebe                                                 | Eat, Play, Love                                  | Lee Majors, Lindsay Wagner            | 19. August 2017        |
| 26  |                                                                     | At Home in Mitford                               | Andie MacDowell, David Lewis          | 20. August 2017        |
| 27  | Sonne, Sand und die große Liebe                                     | Sun, Sand & Romance                              | Tricia Helfer, Paul Campbell          | 26. August 2017        |
| 28  |                                                                     | Falling for Vermont                              | Julie Gonzalo, Benjamin Ayres         | 23. September 2017     |
| 29  |                                                                     | Harvest Love                                     | Jen Lilley, Ryan Paevey               | 30. September 2017     |
| 30  | All of My Heart-Reihe (MM)                                          | All of My Heart: Inn Love                        | Lacey Chabert, Daniel Cudmore         | 7. Oktober 2017        |
| 31  |                                                                     | Love Struck Café                                 | Sarah Jane Morris, Andrew Walker      | 14. Oktober 2017       |
| 32  | Die Hochzeit des Jahres                                             | A Harvest Wedding                                | Jill Wagner, Victor Webster           | 21. Oktober 2017       |
| 33  | Episode der TV-Serie Good Witch, Fortsetzung von The Good Witch (H) | Good Witch: Spellbound                           | Catherine Bell, Bailee Madison        | 22. Oktober 2017       |
| 34  | Marry Me At Christmas – Ein Fest zum Verlieben                      | Marry Me at Christmas                            | Rachel Skarsten, Trevor Donovan       | 28. Oktober 2017       |
| 35  |                                                                     | Christmas Festival Of Ice                        | Wendy Crewson, Taylor Cole            | 4. November 2017       |
| 36  |                                                                     | Miss Christmas                                   | Brooke D’Orsay, Marc Blucas           | 5. November 2017       |
| 37  |                                                                     | The Sweetest Christmas                           | Lacey Chabert, Jonathan Adams         | 11. November 2017      |
| 38  | Verzauberte Weihnachten – Wenn dein Herz tanzt                      | Enchanted Christmas                              | Alexa PenaVega, Carlos PenaVega       | 12. November 2017      |
| 39  | Coming Home for Christmas: Der Geist der Liebe                      | Coming Home for Christmas                        | Danica McKellar, Andrew Francis       | 18. November 2017      |
| 40  | Ein unvergessliches Weihnachtsgeschenk                              | A Gift to Remember                               | Ali Liebert, Peter Porte              | 19. November 2017      |
| 41  | Das Fest der Liebe                                                  | With Love, Christmas                             | Emilie Ullerup, Aaron O’Connell       | 22. November 2017      |
| 42  | Unter dem Mistelzweig (The Mistletoe (RR))                          | The Mistletoe Inn                                | Alicia Witt, David Alpay              | 23. November 2017      |
| 43  |                                                                     | Finding Santa                                    | Jodie Sweetin, Eric Winter            | 24. November 2017      |
| 44  |                                                                     | The Christmas Train (Hallmark Hall of Fame)      | Dermot Mulroney, Danny Glover         | 25. November 2017      |
| 45  |                                                                     | Switched for Christmas                           | Candace Cameron Bure, Eion Bailey     | 26. November 2017      |
| 46  | Christmas in Evergreen-Reihe (OO)                                   | Christmas in Evergreen                           | Ashley Williams, Teddy Sears          | 2. Dezember 2017       |
| 47  |                                                                     | Christmas at Holly Lodge                         | Alison Sweeney, Jordan Bridges        | 3. Dezember 2017       |
| 48  | Die Weihnachtshütte                                                 | The Christmas Cottage                            | Merritt Patterson, Steve Lund         | 9. Dezember 2017       |
| 49  |                                                                     | Sharing Christmas                                | Ellen Hollman, Bobby Campo            | 10. Dezember 2017      |
| 50  |                                                                     | Christmas Next Door                              | Jesse Metcalfe, Fiona Gubelmann       | 16. Dezember 2017      |
| 51  |                                                                     | Christmas Connection                             | Brooke Burns, Tom Everett Scott       | 17. Dezember 2017      |
| 52  | Geteilte Weihnacht                                                  | Christmas Getaway                                | Bridget Regan, Travis Van Winkle      | 23. Dezember 2017      |
| 53  | The Christmas Wishing Tree                                          | When Calls The Heart: The Christmas Wishing Tree | Erin Krakow, Daniel Lissing           | 25. Dezember 2017      |
| 54  | Ein Prinz zu Silvester                                              | Royal New Year’s Eve                             | Jessy Schram, Samuel Page             | 30. Dezember 2017      |

### 2018
| Nr. | Deutscher Titel                                       | Originaltitel                                         | Schauspieler                                                         | Erstausstrahlung (USA) |
| --- | ----------------------------------------------------- | ----------------------------------------------------- | -------------------------------------------------------------------- | ---------------------- |
| 1   | Liebe auf der Piste                                   | Love On The Slopes                                    | Katrina Bowden, Thomas Beaudoin, Corey Woods                         | 6. Januar 2018         |
| 2   |                                                       | Frozen in Love                                        | Rachael Leigh Cook, Niall Matter                                     | 13. Januar 2018        |
| 3   |                                                       | One Winter Weekend                                    | Taylor Cole, Jack Turner                                             | 20. Januar 2018        |
| 4   |                                                       | Winter’s Dream                                        | Kristy Swanson, Dean Cain                                            | 27. Januar 2018        |
| 5   | Im Zweifel für die Liebe                              | My Secret Valentine                                   | Lacey Chabert, Peter MacNeill                                        | 3. Februar 2018        |
| 6   |                                                       | Very, Very Valentine                                  | Danica McKellar, Cameron Mathison                                    | 10. Februar 2018       |
| 7   | Ein Koch zum Verlieben                                | Cooking with Love                                     | Janet Kidder, Brett Dalton                                           | 11. Februar 2018       |
| 8   | The Wedding March-Reihe (X)                           | Wedding March 3: Here Comes The Bride                 | Josie Bissett, Jack Wagner                                           | 17. Februar 2018       |
| 9   | Royal Hearts                                          | Royal Hearts                                          | Cindy Busby, Andrew Cooper, James Brolin                             | 24. Februar 2018       |
| 10  |                                                       | Love, Once And Always                                 | Amanda Schull, Vanessa Bell Calloway                                 | 10. März 2018          |
| 11  |                                                       | The Sweetest Heart                                    | Julie Gonzalo, Chris McNally                                         | 17. März 2018          |
| 12  | Royal Matchmaker – Die königliche Heiratsvermittlerin | Royal Matchmaker                                      | Bethany Joy Lenz, Will Kemp                                          | 24. März 2018          |
| 13  |                                                       | Home by Spring                                        | Poppy Drayton, Steven R. McQueen                                     | 31. März 2018          |
| 14  | Es war einmal ein Prinz                               | Once Upon a Prince                                    | Megan Park, Jonathan Keltz                                           | 7. April 2018          |
| 15  |                                                       | The Beach House (Hallmark Hall of Fame)               | Andie MacDowell, Minka Kelly                                         | 28. April 2018         |
| 16  | Royally Ever After – Ich heirate einen Prinzen!       | Royally Ever After                                    | Fiona Gubelmann, Torrance Coombs                                     | 19. Mai 2018           |
| 17  |                                                       | Marrying Mr. Darcy                                    | Cindy Busby, Ryan Paevey                                             | 2. Juni 2018           |
| 18  |                                                       | The Perfect Bride: Wedding Bells                      | Pascale Hutton, Kavan Smith                                          | 9. Juni 2018           |
| 19  |                                                       | Love at First Dance                                   | Becca Tobin, Niall Matter                                            | 16. Juni 2018          |
| 20  | The Wedding March-Reihe (X)                           | Wedding March 4: Something Old, Something New         | Jack Wagner, Josie Bissett                                           | 23. Juni 2018          |
| 21  | Aller guten Dinge sind drei!                          | Yes, I Do                                             | Jen Lilley, Marcus Rosner, Jessica Lowndes                           | 30. Juni 2018          |
| 22  | Liebe auf Safari                                      | Love on Safari                                        | Lacey Chabert, Jon Cor                                               | 28. Juli 2018          |
| 23  | Ein Sommer für immer                                  | A Summer to Remember                                  | Catherine Bell, Cameron Mathison                                     | 4. August 2018         |
| 24  |                                                       | Love at Sea                                           | Alexa PenaVega, Carlos PenaVega                                      | 11. August 2018        |
| 25  | Pearl in Paradise                                     | Pearl in Paradise                                     | Jill Wagner, Kristoffer Polaha                                       | 18. August 2018        |
| 26  |                                                       | Season for Love                                       | Autumn Reeser, Marc Blucas                                           | 25. August 2018        |
| 27  |                                                       | Wedding of Dreams                                     | Debbie Gibson, Robert Gant, Pascale Hutton                           | 8. September 2018      |
| 28  |                                                       | Love in Design                                        | Danica McKellar, Andrew W. Walker                                    | 15. September 2018     |
| 29  | Truly, Madly, Sweetly – Zuckersüß verliebt            | Truly, Madly, Sweetly                                 | Nikki DeLoach, Dylan Neal                                            | 22. September 2018     |
| 30  | All of My Heart-Reihe (MM)                            | All of My Heart: The Wedding                          | Lacey Chabert, Brennan Elliott                                       | 29. September 2018     |
| 31  | Falling for You – Ein Kuchen für zwei                 | Falling for You                                       | Taylor Cole, Tyler Hynes                                             | 6. Oktober 2018        |
| 32  | Autumn Moon – Vom Herbst geküsst                      | Under the Autumn Moon                                 | Lindy Booth, Wes Brown                                               | 13. Oktober 2018       |
| 33  |                                                       | Love, of Course                                       | Kelly Rutherford, Makenzie Vega, Gabby Douglas                       | 20. Oktober 2018       |
| 34  | Episode der TV-Serie Good Witch Good Witch-Reihe (H)  | Good Witch: Tale of Two Hearts                        | Catherine Bell, James Denton, Bailee Madison                         | 21. Oktober 2018       |
| 35  |                                                       | Christmas at Pemberley Manor                          | Jessica Lowndes, Michael Rady                                        | 27. Oktober 2018       |
| 36  |                                                       | Christmas Joy                                         | Danielle Panabaker, Matt Long                                        | 3. November 2018       |
| 37  |                                                       | Road to Christmas                                     | Jessy Schram, Chad Michael Murray                                    | 4. November 2018       |
| 38  |                                                       | It’s Christmas, Eve                                   | LeAnn Rimes, Tyler Hynes                                             | 10. November 2018      |
| 39  | Weihnachten in White Deer                             | Christmas in Love                                     | Brooke D’Orsay, Daniel Lissing                                       | 11. November 2018      |
| 40  | At Graceland-Reihe (NN)                               | Christmas at Graceland                                | Kellie Pickler, Wes Brown                                            | 17. November 2018      |
| 41  | Christmas in Evergreen-Reihe (OO)                     | Christmas in Evergreen: Letters to Santa              | Jill Wagner, Mark Deklin, Barbara Niven, Andrew Francis              | 18. November 2018      |
| 42  |                                                       | Reunited at Christmas                                 | Nikki DeLoach, Mike Faiola                                           | 21. November 2018      |
| 43  | Der König und die Eisprinzessin                       | Christmas at the Palace                               | Merritt Patterson, Andrew Cooper                                     | 22. November 2018      |
| 44  | Mistelzweige küsst man nicht                          | Pride, Prejudice, and Mistletoe                       | Lacey Chabert, Brendan Penny                                         | 23. November 2018      |
| 45  |                                                       | Christmas Everlasting (Hallmark Hall of Fame)         | Tatyana Ali, Dennis Haysbert, Patti LaBelle                          | 24. November 2018      |
| 46  | Meine zauberhaften Weihnachtsschuhe                   | A Shoe Addict’s Christmas                             | Candace Cameron Bure, Luke Macfarlane, Jean Smart                    | 25. November 2018      |
| 47  |                                                       | Mingle All the Way                                    | Jen Lilley, Brant Daugherty, Lindsay Wagner                          | 1. Dezember 2018       |
| 48  |                                                       | A Majestic Christmas                                  | Jerrika Hinton, Christian Vincent                                    | 2. Dezember 2018       |
| 49  |                                                       | Homegrown Christmas                                   | Lori Loughlin, Victor Webster                                        | 8. Dezember 2018       |
| 50  |                                                       | Welcome to Christmas                                  | Eric Mabius, Jennifer Finnigan                                       | 9. Dezember 2018       |
| 51  | Die perfekte Weihnachtsparty                          | Entertaining Christmas                                | Jodie Sweetin, Brendan Fehr                                          | 15. Dezember 2018      |
| 52  |                                                       | A Gingerbread Romance                                 | Tia Mowry, Duane Henry                                               | 16. Dezember 2018      |
| 53  |                                                       | Jingle Around the Clock                               | Brooke Nevin, Michael Cassidy                                        | 22. Dezember 2018      |
| 54  | Weihnachten nach Wunsch                               | Christmas Made to Order                               | Alexa PenaVega, Jonathan Bennett                                     | 23. Dezember 2018      |
| 55  | Episode der TV-Serie Die Coal Valley Saga (Y)         | When Calls the Heart: The Greatest Christmas Blessing | Erin Krakow, Lori Loughlin, Jack Wagner, Pascale Hutton, Kavan Smith | 25. Dezember 2018      |
| 56  |                                                       | A Midnight Kiss                                       | Carlos PenaVega, Adelaide Kane                                       | 29. Dezember 2018      |

### 2019
| Nr. | Deutscher Titel                               | Originaltitel                                       | Schauspieler                                | Erstausstrahlung (USA) |
| --- | --------------------------------------------- | --------------------------------------------------- | ------------------------------------------- | ---------------------- |
| 1   | Winter Castle – Romanze im Eishotel           | Winter Castle                                       | Emilie Ullerup, Kevin McGarry               | 5. Januar 2019         |
| 2   |                                               | One Winter Proposal                                 | Taylor Cole, Jack Turner                    | 12. Januar 2019        |
| 3   | Die Winterprinzessin – Eine Liebe im Schnee   | A Winter Princess                                   | Natalie Hall, Chris McNally                 | 18. Januar 2019        |
| 4   |                                               | Winter Love Story                                   | Jen Lilley, Mary-Margaret Humes             | 19. Januar 2019        |
| 5   |                                               | SnowComing                                          | Lindy Booth, Trevor Donovan                 | 26. Januar 2019        |
| 6   | … In the Vineyard-Reihe (L)                   | Valentine in the Vineyard                           | Rachael Leigh Cook, Brendan Penny           | 2. Februar 2019        |
| 7   |                                               | The Story of Us                                     | Maggie Lawson, Sam Page                     | 9. Februar 2019        |
| 8   | Love, Romance & Chocolate                     | Love, Romance & Chocolate                           | Lacey Chabert, Will Kemp                    | 16. Februar 2019       |
| 9   |                                               | Love on the Menu                                    | Autumn Reeser, Kavan Smith                  | 23. Februar 2019       |
| 10  |                                               | Just Add Romance                                    | Meghann Fahy, Luke Macfarlane               | 2. März 2019           |
| 11  |                                               | Love Under the Rainbow                              | Jodie Sweetin, David Haydn-Jones            | 9. März 2019           |
| 12  |                                               | Flip That Romance                                   | Julie Gonzalo, Tyler Hynes                  | 16. März 2019          |
| 13  |                                               | Love to the Rescue                                  | Nikki DeLoach, Michael Rady                 | 23. März 2019          |
| 14  | A Brush with Love                             | A Brush with Love                                   | Arielle Kebbel, Nick Bateman                | 30. März 2019          |
| 15  |                                               | True Love Blooms                                    | Sara Rue, Jordan Bridges                    | 6. April 2019          |
| 16  |                                               | Bottled with Love                                   | Bethany Joy Lenz, Andrew Walker             | 13. April 2019         |
| 17  |                                               | Easter Under Wraps                                  | Fiona Gubelmann, Brendan Penny              | 20. April 2019         |
| 18  |                                               | Love Takes Flight (Hallmark Hall of Fame)           | Nikki DeLoach, Jeff Hephner                 | 27. April 2019         |
| 19  |                                               | Paris, Wine & Romance                               | Dan Jeannotte, Lolita Davidovich            | 4. Mai 2019            |
| 20  |                                               | A Feeling of Home                                   | Nathan Parsons, Robby Benson                | 11. Mai 2019           |
| 21  |                                               | Sailing into Love                                   | Leah Renee, Chris McNally                   | 18. Mai 2019           |
| 22  |                                               | From Friend to Fiancé                               | Jocelyn Hudon, Ryan Paevey                  | 25. Mai 2019           |
| 23  | Love in the Sun                               | Love in the Sun                                     | Emeraude Toubia, Shawn Christian            | 27. Mai 2019           |
| 24  | At Graceland-Reihe (NN)                       | Wedding at Graceland                                | Kellie Pickler, Priscilla Presley           | 1. Juni 2019           |
| 25  |                                               | My Boyfriend’s Back: Wedding March 5                | Josie Bissett, Jack Wagner                  | 8. Juni 2019           |
| 26  |                                               | Love, Take Two                                      | Heather Hemmens, Cornelius Smith Jr.        | 15. Juni 2019          |
| 27  |                                               | The Last Bridesmaid                                 | Rachel Boston, Paul Campbell                | 22. Juni 2019          |
| 28  |                                               | Sister of the Bride                                 | Becca Tobin, Ryan Rottman, Beth Broderick   | 29. Juni 2019          |
| 29  | Liebe mit Herz und Hund                       | Love Unleashed                                      | Jen Lilley, Christopher Russell             | 6. Juli 2019           |
| 30  |                                               | Rome in Love                                        | Italia Ricci, Peter Porte                   | 27. Juli 2019          |
| 31  |                                               | Love and Sunshine                                   | Danica McKellar, Mark Deklin                | 3. August 2019         |
| 32  | An Aurora Teagarden Mystery-Reihe (C)         | Aurora Teagarden Mysteries: A Game of Cat and Mouse | Candace Cameron Bure, Niall Matter          | 4. August 2019         |
| 33  |                                               | A Taste of Summer                                   | Roselyn Sanchez, Eric Winter                | 10. August 2019        |
| 34  |                                               | A Summer Romance                                    | Erin Krakow, Ryan Paevey                    | 17. August 2019        |
| 35  |                                               | All Summer Long                                     | Autumn Reeser, Brennan Elliott              | 24. August 2019        |
| 36  |                                               | My One & Only                                       | Pascale Hutton, Sam Page                    | 31. August 2019        |
| 37  |                                               | Witness to Murder: A Darrow Mystery                 | Kimberly Williams-Paisley, Thomas Cavanagh  | 8. September 2019      |
| 38  | Für immer in meinem Herzen                    | Forever in My Heart                                 | Merritt Patterson, Jack Turner              | 14. September 2019     |
| 39  | Over the Moon in Love                         | Over the Moon in Love                               | Jessica Lowndes, Wes Brown                  | 5. Oktober 2019        |
| 40  | Love & Order – Im Zweifel für die Liebe       | Love, Fall & Order                                  | Erin Cahill, Trevor Donovan                 | 12. Oktober 2019       |
| 41  | The Good Witch-Reihe (H)                      | Good Witch: Curse from a Rose                       | Catherine Bell, James Denton                | 19. Oktober 2019       |
| 42  |                                               | Christmas Wishes & Mistletoe Kisses                 | Jill Wagner, Matthew Davis                  | 26. Oktober 2019       |
| 43  | Merry & Bright – Zuckersüsse Weihnachten      | Merry & Bright                                      | Jodie Sweetin, Andrew Walker                | 2. November 2019       |
| 44  |                                               | Christmas Scavenger Hunt                            | Kim Shaw, Tom Arnold                        | 3. November 2019       |
| 45  | Eine Weihnachtsliebe zum Festhalten           | Picture a Perfect Christmas                         | Merritt Patterson, Jon Cor                  | 9. November 2019       |
| 46  | The Mistletoe-Reihe (RR)                      | The Mistletoe Secret                                | Kellie Pickler, Patrick Duffy               | 10. November 2019      |
| 47  |                                               | Christmas Under the Stars                           | Jesse Metcalfe, Autumn Reeser               | 16. November 2019      |
| 48  | PS: Es weihnachtet sehr                       | Write Before Christmas                              | Torrey DeVitto, Chad Michael Murray         | 17. November 2019      |
| 49  | At Graceland-Reihe (NN)                       | Christmas at Graceland: Home for the Holidays       | Kaitlin Doubleday, Priscilla Presley        | 23. November 2019      |
| 50  | Weihnachten im Herzen                         | Cherished Memories: A Gift to Remember 2            | Ali Liebert, Peter Porte                    | 24. November 2019      |
| 51  |                                               | A Christmas Duet                                    | Chaley Rose, Teryl Rothery                  | 25. November 2019      |
| 52  |                                               | Check Inn to Christmas                              | Rachel Boston, Richard Karn                 | 26. November 2019      |
| 53  |                                               | The Christmas Club                                  | Elizabeth Mitchell, Cameron Mathison        | 27. November 2019      |
| 54  | Christmas at the Plaza – Verliebt in New York | Christmas at the Plaza                              | Elizabeth Henstridge, Bruce Davison         | 28. November 2019      |
| 55  | Christmas in Evergreen-Reihe (OO)             | Christmas in Evergreen: Tidings of Joy              | Maggie Lawson, Barbara Niven                | 29. November 2019      |
| 56  | Weihnachten in Rom                            | Christmas in Rome                                   | Lacey Chabert, Sam Page                     | 30. November 2019      |
| 57  | Christmas Town – 14 märchenhafte Weihnachten  | Christmas Town                                      | Candace Cameron Bure, Tim Rozon             | 1. Dezember 2019       |
| 58  |                                               | A Christmas Love Story (Hallmark Hall of Fame)      | Kristin Chenoweth, Scott Wolf               | 7. Dezember 2019       |
| 59  | Liebe im Weihnachtspark                       | Christmas at Dollywood                              | Danica McKellar, Niall Matter, Dolly Parton | 8. Dezember 2019       |
| 60  |                                               | Holiday Date                                        | Matt Cohen, Teryl Rothery                   | 14. Dezember 2019      |
| 61  |                                               | A Cheerful Christmas                                | Erica Deutschman, Tianna Nori               | 15. Dezember 2019      |
| 62  |                                               | Double Holiday                                      | Carly Pope, Kristoffer Polaha               | 21. Dezember 2019      |
| 63  | Der Weihnachtswettbewerb                      | It’s Beginning to Look A Lot Like Christmas         | Eric Mabius, Tricia Helfer                  | 22. Dezember 2019      |
| 64  |                                               | When Calls the Heart: Home for Christmas            | Erin Krakow, Jack Wagner                    | 25. Dezember 2019      |

### 2020
| Nr. | Deutscher Titel                                         | Originaltitel                                         | Schauspieler                             | Erstausstrahlung (USA) |
| --- | ------------------------------------------------------- | ----------------------------------------------------- | ---------------------------------------- | ---------------------- |
| 1   | Verliebt im Schnee – Ein Winter in Colorado             | Winter in Vail                                        | Lacey Chabert, Tyler Hynes               | 4. Januar 2020         |
| 2   |                                                         | Love in Winterland                                    | Italia Ricci, Chad Michael Murray        | 11. Januar 2020        |
| 3   |                                                         | A Beautiful Place to Die: A Martha’s Vineyard Mystery | Jesse Metcalfe, Sarah Lind               | 12. Januar 2020        |
| 4   |                                                         | Love on Iceland                                       | Kaitlin Doubleday, Colin Donnell         | 18. Januar 2020        |
| 5   |                                                         | Amazing Winter Romance                                | Jessy Schram, Marshall Williams          | 20. Januar 2020        |
| 6   |                                                         | Hearts of Winter                                      | Jill Wagner, Victor Webster              | 25. Januar 2020        |
| 7   |                                                         | A Valentine’s Match                                   | Bethany Joy Lenz, Luke Macfarlane        | 1. Februar 2020        |
| 8   |                                                         | Matching Hearts                                       | Taylor Cole, Ryan Paevey                 | 8. Februar 2020        |
| 9   |                                                         | The Secret Ingredient                                 | Erin Cahill, Brendan Penny               | 15. Februar 2020       |
| 10  |                                                         | Love in Store                                         | Alexandra Breckenridge, Robert Buckley   | 22. Februar 2020       |
| 11  |                                                         | Bad Date Chronicles                                   | Merritt Patterson, Justin Kelly          | 29. Februar 2020       |
| 12  |                                                         | Just My Type                                          | Bethany Joy Lenz, Brett Dalton           | 28. März 2020          |
| 13  |                                                         | You’re Bacon Me Crazy                                 | Natalie Hall, Michael Rady               | 4. April 2020          |
| 14  |                                                         | Fashionably Yours                                     | Kat Graham, Kendrick Sampson             | 11. April 2020         |
| 15  |                                                         | Nature of Love                                        | Emilie Ullerup                           | 18. April 2020         |
| 16  |                                                         | Adventures in Love & Babysitting                      | Tammin Sursok, Travis Van Winkle         | 21. April 2020         |
| 17  |                                                         | How to Train Your Husband                             | Julie Gonzalo                            | 16. Mai 2020           |
| 18  |                                                         | My Favorite Bachelor                                  | Carlson Young                            | 21. Mai 2020           |
| 19  | Love in the Forecast                                    | Love in the Forecast                                  | Cindy Busby                              | 13. Juni 2020          |
| 20  |                                                         | Love Under the Olive Tree                             | Tori Anderson, Benjamin Hollingsworth    | 20. Juni 2020          |
| 21  |                                                         | Romance in the Air                                    | Cindy Busby, Torrance Coombs             | 1. August 2020         |
| 22  | Liebe auf Harbor Island                                 | Love on Harbor Island                                 | Morgan Kohan                             | 8. August 2020         |
| 23  |                                                         | Wedding Every Weekend                                 | Kimberley Sustad, Paul Campbell          | 15. August 2020        |
| 24  |                                                         | Do I Say I Do?                                        | Becca Tobin, Ryan Kelley                 | 24. August 2020        |
| 25  |                                                         | Hometown Hero                                         | Brooke Nevin                             | 10. September 2020     |
| 26  |                                                         | Follow Me to Daisy Hills                              | Cindy Busby                              | 19. September 2020     |
| 27  |                                                         | Falling for Look Lodge                                | Clark Backo, Jonathan Keltz              | 26. September 2020     |
| 28  | Love Song – Zwei Herzen. Ein Hit                        | Country at Heart                                      | Jessy Schram, Niall Matter               | 3. Oktober 2020        |
| 29  |                                                         | My Best Friend’s Bouquet                              | Chaley Rose                              | 10. Oktober 2020       |
| 30  | Sweet Autumn – Süßer Herbst                             | Sweet Autumn                                          | Nikki DeLoach, Andrew Walker             | 17. Oktober 2020       |
| 31  | Eine einzigartige Weihnachtsblume                       | Jingle Bell Bride                                     | Julie Gonzalo                            | 24. Oktober 2020       |
| 32  |                                                         | Chateau Christmas                                     | Merritt Patterson, Luke Macfarlane       | 25. Oktober 2020       |
| 33  |                                                         | One Royal Holiday                                     | Laura Osnes, Aaron Tveit                 | 31. Oktober 2020       |
| 34  |                                                         | On the 12th Date of Christmas                         | Mallory Jansen                           | 1. November 2020       |
| 35  | Ein Weihnachtspulli zum Verlieben                       | Never Kiss a Man in a Christmas Sweater               | Ashley Williams, Niall Matter            | 7. November 2020       |
| 36  | Weihnachten mit den Darlings                            | Christmas with the Darlings                           | Katrina Law                              | 8. November 2020       |
| 37  | Weihnachten in Wien                                     | Christmas in Vienna                                   | Sarah Drew, Brennan Elliott              | 14. November 2020      |
| 38  |                                                         | A Timeless Christmas                                  | Erin Cahill, Ryan Paevey                 | 15. November 2020      |
| 39  |                                                         | A Nashville Christmas Carol                           | Jessy Schram, Wes Brown                  | 21. November 2020      |
| 40  |                                                         | The Christmas House                                   | Robert Buckley, Ana Ayora                | 22. November 2020      |
| 41  | Zwei Herzen zu Weihnachten                              | Heart of the Holidays                                 | Vanessa Lengies, Corey Sevier            | 23. November 2020      |
| 42  |                                                         | A Christmas Tree Grows in Colorado                    | Rochelle Aytes, Mark Taylor              | 24. November 2020      |
| 43  |                                                         | Good Morning Christmas!                               | Alison Sweeney, Marc Blucas              | 25. November 2020      |
| 44  | Weihnachten im Starlight Café                           | Christmas by Starlight                                | Kimberley Sustad, Paul Campbell          | 26. November 2020      |
| 45  | Zurück zu den Weihnachtssternen                         | Five Star Christmas                                   | Bethany Joy Lenz, Victor Webster         | 27. November 2020      |
| 46  | Der Weihnachtswalzer                                    | Christmas Waltz                                       | Lacey Chabert, Will Kemp                 | 28. November 2020      |
| 47  | Weihnachtswünsche für den Chef                          | If I Only Had Christmas                               | Candace Cameron Bure and Warren Christie | 29. November 2020      |
| 48  | Christmas in Evergreen-Reihe (OO)                       | Christmas in Evergreen: Bells are Ringing             | Rukiya Bernard                           | 5. Dezember 2020       |
| 49  | Weihnachten ist mehr als ein Wort                       | Christmas She Wrote                                   | Danica McKellar, Dylan Neal              | 6. Dezember 2020       |
| 50  |                                                         | Love, Lights, Hanukkah!                               | Mia Kirshner, Ben Savage                 | 12. Dezember 2020      |
| 51  |                                                         | Christmas Comes Twice                                 | Tamera Mowry-Housley                     | 13. Dezember 2020      |
| 52  | Das Weihnachtskarussell – Alles dreht sich um die Liebe | A Christmas Carousel                                  | Rachel Boston                            | 19. Dezember 2020      |
| 53  | An Weihnachten führen alle Wege nach Hause              | Cross Country Christmas                               | Rachael Leigh Cook                       | 20. Dezember 2020      |

### 2021
| Nr. | Deutscher Titel                                             | Originaltitel                           | Schauspieler                                               | Erstausstrahlung (USA) |
| --- | ----------------------------------------------------------- | --------------------------------------- | ---------------------------------------------------------- | ---------------------- |
| 1   |                                                             | Taking a Shot at Love                   | Alexa PenaVega, Luke Macfarlane                            | 2. Januar 2021         |
| 2   |                                                             | A New Year’s Resolution                 | Aimee Teegarden, Michael Rady                              | 9. Januar 2021         |
| 3   |                                                             | Two for the Win                         | Trevor Donovan, Charlotte Sullivan                         | 16. Januar 2021        |
| 4   |                                                             | A Winter Getaway                        | Nazneen Contractor                                         | 23. Januar 2021        |
| 5   | Snowkissed – Verliebt an Weihnachten                        | Snowkissed                              | Jen Lilley                                                 | 30. Januar 2021        |
| 6   |                                                             | Beverly Hills Wedding                   | Brooke D’Orsay, Brendan Penny                              | 6. Februar 2021        |
| 7   |                                                             | Playing Cupid                           | Laura Vandervoort, Nicholas Gonzalez                       | 13. Februar 2021       |
| 8   |                                                             | Valentine’s Again                       | Nicky Whelan, Greg Vaughan                                 | 14. Februar 2021       |
| 9   |                                                             | Mix Up in the Mediterranean             | Jeremy Jordan, Jessica Lowndes                             | 20. Februar 2021       |
| 10  |                                                             | It Was Always You                       | Erin Krakow                                                | 27. Februar 2021       |
| 11  | Bereit für einen Prinzen                                    | Fit for a Prince                        | Natalie Hall, Jonathan Keltz                               | 6. März 2021           |
| 12  |                                                             | Chasing Waterfalls                      | Cindy Busby, Christopher Russell                           | 20. März 2021          |
| 13  |                                                             | Don’t Go Breaking My Heart              | Italia Ricci, Ryan Paevey                                  | 27. März 2021          |
| 14  |                                                             | One Perfect Wedding                     | Taylor Cole, Jack Turner                                   | 3. April 2021          |
| 15  | Lucky Love – Verliebt in Irland                             | As Luck Would Have It                   | JoAnna Garcia Swisher, Allen Leech                         | 10. April 2021         |
| 16  |                                                             | Right in Front of Me                    | Janel Parrish, Marco Grazzini                              | 17. April 2021         |
| 17  |                                                             | Hearts Down Under                       | Cindy Busby, Tim Ross                                      | 24. April 2021         |
| 18  | Winter Castle 2 – Eine winterliche Liebe                    | Baby, It’s Cold Inside                  | Jocelyn Hudon, Steve Lund                                  | 8. Mai 2021            |
| 19  |                                                             | Sweet Carolina                          | Lacey Chabert, Tyler Hynes                                 | 15. Mai 2021           |
| 20  |                                                             | You Had Me at Aloha                     | Pascale Hutton, Kavan Smith                                | 5. Juni 2021           |
| 21  |                                                             | The Baker’s Son                         | Eloise Mumford, Brant Daugherty                            | 12. Juni 2021          |
| 22  | Sag’ „oui“ zur Liebe                                        | Her Pen Pal                             | Mallory Jansen, Joshua Sasse                               | 19. Juni 2021          |
| 23  |                                                             | Sand Dollar Cove                        | Chad Michael Murray, Aly Michalka                          | 26. Juni 2021          |
| 24  |                                                             | Crashing Through the Snow               | Amy Acker, Warren Christie                                 | 10. Juli 2021          |
| 25  |                                                             | Love, for Real                          | Chloe Bridges, Scott Michael Foster                        | 31. Juli 2021          |
| 26  |                                                             | The 27-Hour Day                         | Autumn Reeser, Andrew Walker                               | 7. August 2021         |
| 27  |                                                             | Sealed with a Kiss: Wedding March 6     | Jack Wagner, Josie Bissett                                 | 14. August 2021        |
| 28  |                                                             | A Little Daytime Drama                  | Jen Lilley, Ryan Paevey                                    | 21. August 2021        |
| 29  |                                                             | Sweet Pecan Summer                      | Christine Ko, Wes Brown                                    | 28. August 2021        |
| 30  |                                                             | Journey of My Heart                     | Rhiannon Fish, Darien Martin                               | 4. September 2021      |
| 31  |                                                             | Roadhouse Romance                       | Lauren Alaina, Tyler Hynes                                 | 11. September 2021     |
| 32  |                                                             | Raise a Glass to Love                   | Laura Osnes, Juan Pablo Di Pace                            | 18. September 2021     |
| 33  |                                                             | Taking the Reins                        | Nikki DeLoach, Scott Porter                                | 25. September 2021     |
| 34  |                                                             | Love Strikes Twice                      | Katie Findlay, Wyatt Nash                                  | 2. Oktober 2021        |
| 35  |                                                             | South Beach Love                        | William Levy, Taylor Cole                                  | 9. Oktober 2021        |
| 36  |                                                             | Advice to Love By                       | Erinn Westbrook, Brooks Darnell                            | 16. Oktober 2021       |
| 37  | Ein Weihnachtsbaum ist nicht genug!                         | You, Me & the Christmas Trees           | Danica McKellar, Benjamin Ayres                            | 22. Oktober 2021       |
| 38  |                                                             | Boyfriends of Christmas Past            | Catherine Haena Kim, Raymond Ablack                        | 23. Oktober 2021       |
| 39  |                                                             | The Santa Stakeout                      | Tamera Mowry-Housley, Paul Campbell                        | 24. Oktober 2021       |
| 40  |                                                             | Christmas in Harmony                    | Ashleigh Murray, Luke James                                | 29. Oktober 2021       |
| 41  |                                                             | Coyote Creek Christmas                  | Janel Parrish, Ryan Paevey                                 | 30. Oktober 2021       |
| 42  | Das Weihnachtsrätsel                                        | Christmas Sail                          | Katee Sackhoff, Patrick Sabongui                           | 31. Oktober 2021       |
| 43  |                                                             | Gingerbread Miracle                     | Merritt Patterson, Jon Ecker                               | 5. November 2021       |
| 44  | Nächster Halt: Weihnachten                                  | Next Stop, Christmas                    | Lyndsy Fonseca, Chandler Massey                            | 6. November 2021       |
| 45  |                                                             | A Christmas Treasure                    | Jordin Sparks, Michael Xavier                              | 7. November 2021       |
| 46  |                                                             | Open by Christmas                       | Alison Sweeney, Brennan Elliott                            | 12. November 2021      |
| 47  | My Christmas Family Tree – Mein Weihnachts-Stammbaum        | My Christmas Family Tree                | Aimee Teegarden, Andrew Walker                             | 13. November 2021      |
| 48  |                                                             | A Holiday in Harlem                     | Olivia Washington, Will Adams                              | 14. November 2021      |
| 49  | Liebe auf dem Weihnachtspier                                | Nantucket Noel                          | Trevor Donovan, Sarah Power                                | 19. November 2021      |
| 50  |                                                             | A Christmas Together with You           | Laura Vandervoort, Niall Matter                            | 20. November 2021      |
| 51  |                                                             | A Kiss Before Christmas                 | James Denton, Teri Hatcher                                 | 21. November 2021      |
| 52  | Neun Kätzchen zu Weihnachten – Eine samtige Bescherung 2    | The Nine Kittens of Christmas           | Brandon Routh, Kimberley Sustad                            | 25. November 2021      |
| 53  |                                                             | Christmas CEO                           | Marisol Nichols, Paul Greene                               | 26. November 2021      |
| 54  |                                                             | An Unexpected Christmas                 | Bethany Joy Lenz, Tyler Hynes                              | 26. November 2021      |
| 55  | Making Spirits Bright – Ein helles Licht zur Weihnachtszeit | Making Spirits Bright                   | Taylor Cole, Carlo Marks                                   | 27. November 2021      |
| 56  |                                                             | Christmas at Castle Hart                | Lacey Chabert, Stuart Townsend                             | 27. November 2021      |
| 57  |                                                             | Christmas in Tahoe                      | Laura Osnes, Kyle Selig                                    | 28. November 2021      |
| 58  | Die Bedeutung von Weihnachten                               | The Christmas Contest                   | Candace Cameron Bure, John Brotherton                      | 28. November 2021      |
| 59  |                                                             | Eight Gifts of Hanukkah                 | Inbar Lavi, Jake Epstein                                   | 3. Dezember 2021       |
| 60  |                                                             | A Very Merry Bridesmaid                 | Emily Osment, Casey Deidrick                               | 4. Dezember 2021       |
| 61  | Sister Swap-Reihe (QQ)                                      | Sister Swap: A Hometown Holiday         | Kimberly Williams-Paisley, Ashley Williams, Mark Deklin    | 5. Dezember 2021       |
| 62  |                                                             | A Dickens of a Holiday!                 | Kristoffer Polaha, Brooke D’Orsay                          | 10. Dezember 2021      |
| 63  | Ein Weihnachtsprinz in Queens                               | A Royal Queens Christmas                | Megan Park, Julian Morris                                  | 11. Dezember 2021      |
| 64  | Sister Swap-Reihe (QQ)                                      | Sister Swap: Christmas in the City      | Ashley Williams, Kimberly Williams-Paisley, Keith Robinson | 12. Dezember 2021      |
| 65  |                                                             | The Christmas House 2: Deck Those Halls | Robert Buckley, Ana Ayora                                  | 18. Dezember 2021      |
| 66  |                                                             | ’Tis the Season to be Merry             | Rachael Leigh Cook, Travis Van Winkle                      | 19. Dezember 2021      |

### 2022
| Nr. | Deutscher Titel                                                | Originaltitel                      | Schauspieler                           | Erstausstrahlung (USA) |
| --- | -------------------------------------------------------------- | ---------------------------------- | -------------------------------------- | ---------------------- |
| 1   |                                                                | Where Your Heart Belongs           | Jen Lilley, Christopher Russell        | 1. Januar 2022         |
| 2   | The Wedding Veil-Reihe (FF)                                    | The Wedding Veil                   | Lacey Chabert, Kevin McGarry           | 8. Januar 2022         |
| 3   |                                                                | Don't Forget I Love You            | Emilie Ullerup, Clayton James          | 22. Januar 2022        |
| 4   |                                                                | Butlers in Love                    | Stacey Farber, Corey Cott              | 29. Januar 2022        |
| 5   | The Wedding Veil-Reihe (FF)                                    | The Wedding Veil Unveiled          | Autumn Reeser, Paolo Bernardini        | 12. Februar 2022       |
| 6   | The Wedding Veil-Reihe (FF)                                    | The Wedding Veil Legacy            | Alison Sweeney, Victor Webster         | 19. Februar 2022       |
| 7   |                                                                | Welcome to Mama's                  | Melanie Scrofano, Daniel Di Tomasso    | 26. Februar 2022       |
| 8   |                                                                | Feeling Butterflies                | Kayla Wallace, Kevin McGarry           | 12. März 2022          |
| 9   |                                                                | A Second Chance at Love            | Gloria Reuben, Eriq La Salle           | 26. März 2022          |
| 10  |                                                                | Just One Kiss                      | Krysta Rodriguez, Santino Fontana      | 2. April 2022          |
| 11  | Roadtrip ins royale Herz                                       | A Royal Runaway Romance            | Philippa Northeast, Brant Daugherty    | 9. April 2022          |
| 12  |                                                                | Love, Classified                   | Melora Hardin, Arienne Mandi           | 16. April 2022         |
| 13  |                                                                | A Tail of Love                     | Brittany Bristow, Chris McNally        | 23. April 2022         |
| 14  | Liebe in Action                                                | Warming Up to You                  | Cindy Busby, Christopher Russell       | 7. Mai 2022            |
| 15  |                                                                | Road Trip Romance                  | Natalie Hall, Corey Sevier             | 14. Mai 2022           |
| 16  |                                                                | Romance to the Rescue              | Andrea Brooks, Marcus Rosner           | 21. Mai 2022           |
| 17  | Eine Liebe zum Abtauchen                                       | Hidden Gems                        | Hunter King, Beau Mirchoff             | 4. Juni 2022           |
| 18  | Caribbean Summer – Urlaub wider Willen                         | Caribbean Summer                   | Heather Hemmens, Ser'Darius Blain      | 11. Juni 2022          |
| 19  | Ein Leuchtturm zum Verlieben                                   | Moriah's Lighthouse                | Rachelle Lefevre, Luke Macfarlane      | 18. Juni 2022          |
| 20  | Zwei Tickets ins Paradies                                      | Two Tickets to Paradise            | Ashley Williams, Ryan Paevey           | 25. Juni 2022          |
| 21  |                                                                | My Grown-Up Christmas List         | Kayla Wallace, Kevin McGarry           | 9. Juli 2022           |
| 22  |                                                                | Campfire Christmas                 | Tori Anderson, Corbin Bleu             | 16. Juli 2022          |
| 23  |                                                                | Christmas in Toyland               | Vanessa Lengies, Jesse Hutch           | 23. Juli 2022          |
| 24  |                                                                | A Splash of Love                   | Rhiannon Fish, Ben Hollingsworth       | 30. Juli 2022          |
| 25  |                                                                | Love in the Limelight              | Alexa PenaVega, Carlos PenaVega        | 6. August 2022         |
| 26  |                                                                | Romance in Style                   | Jaicy Elliot, Benjamin Hollingsworth   | 13. August 2022        |
| 27  |                                                                | Dating the Delaneys                | Rachel Boston, Paul Campbell           | 20. August 2022        |
| 28  |                                                                | Game, Set, Love                    | Davida Williams, Richard Harmon        | 27. August 2022        |
| 29  |                                                                | Marry Me in Yosemite               | Cindy Busby, Tyler Harlow              | 3. September 2022      |
| 30  |                                                                | Marry Go Round                     | Amanda Schull, Brennan Elliott         | 10. September 2022     |
| 31  |                                                                | Wedding of a Lifetime              | Jonathan Bennett, Brooke D'Orsay       | 17. September 2022     |
| 32  |                                                                | Fly Away With Me                   | Natalie Hall, Peter Mooney             | 24. September 2022     |
| 33  |                                                                | Girlfriendshipe                    | Tamera Mowry-Housley, Lyndie Greenwood | 1. Oktober 2022        |
| 34  | Kürbis-Chaos in der Heimat                                     | Pumpkin Everything                 | Taylor Cole, Corey Sevier              | 8. Oktober 2022        |
| 35  |                                                                | Autumn in the City                 | Aimee Teegarden, Evan Roderick         | 15. Oktober 2022       |
| 36  |                                                                | Noel Next Door                     | Natalie Hall, Corey Sevier             | 21. Oktober 2022       |
| 37  |                                                                | We Wish You a Married Christmas    | Marisol Nichols, Kristoffer Polaha     | 22. Oktober 2022       |
| 38  |                                                                | A Kismet Christmas                 | Sarah Ramos, Carlo Marks               | 23. Oktober 2022       |
| 39  |                                                                | A Cozy Christmas Inn               | Jodie Sweetin, David O’Donnell         | 28. Oktober 2022       |
| 40  | Christmas Shopping in London – Liebe ist mehr als ein Geschenk | Jolly Good Christmas               | Reshma Shetty, Will Kemp               | 29. Oktober 2022       |
| 41  | Eine Weihnachtsgeschichte zum Verlieben                        | Ghosts of Christmas Always         | Kim Matula, Ian Harding                | 30. Oktober 2022       |
| 42  |                                                                | A Magical Christmas Village        | Alison Sweeney, Luke Macfarlane        | 4. November 2022       |
| 43  |                                                                | Lights, Camera, Christmas!         | Kimberley Sustad, John Brotherton      | 5. November 2022       |
| 44  |                                                                | All Saints Christmas               | Ledisi, Roger Cross                    | 6. November 2022       |
| 45  |                                                                | In Merry Measure                   | Patti Muri, Brendan Penny              | 11. November 2022      |
| 46  | The Royal Nanny – Eine königliche Weihnachtsmission            | The Royal Nanny                    | Rachel Skarsten, Dan Jeannotte         | 12. November 2022      |
| 47  |                                                                | Christmas at the Golden Dragon     | Kara Wan, Osric Chau                   | 13. November 2022      |
| 48  |                                                                | Inventing the Christmas Prince     | Tamera Mowry-Housley, Ronnie Rowe Jr.  | 18. November 2022      |
| 49  | Drei Weihnachtsmänner und ein Baby                             | Three Wise Men and a Baby          | Paul Campbell, Andrew Walker           | 19. November 2022      |
| 50  |                                                                | When I Think of Christmas          | Shenae Grimes-Beech, Niall Matter      | 20. November 2022      |
| 51  |                                                                | My Southern Family Christmas       | Jaicy Elliot, Ryan Rottman             | 24. November 2022      |
| 52  |                                                                | #Xmas                              | Clare Bowen, Brant Daugherty           | 25. November 2022      |
| 53  | A Royal Corgi Christmas – Weihnachten wird königlich           | A Royal Corgi Christmas            | Hunter King, Jordan Renzo              | 25. November 2022      |
| 54  |                                                                | A Tale of Two Christmases          | Kat Barrell, Chandler Massey           | 26. November 2022      |
| 55  | Meine Nachbarn, Weihnachten und ich                            | Haul Out the Holly                 | Lacey Chabert, Wes Brown               | 26. November 2022      |
| 56  |                                                                | A Christmas Cookie Catastrophe     | Rachel Boston, Victor Webster          | 27. November 2022      |
| 57  |                                                                | A Holiday Spectacular              | Ginna Claire Mason, Derek Klena        | 27. November 2022      |
| 58  |                                                                | A Big Fat Family Christmas         | Shannon Chan-Kent, Shannon Kook        | 2. Dezember 2022       |
| 59  |                                                                | A Fabled Holiday                   | Brooke D'Orsay, Ryan Paevey            | 3. Dezember 2022       |
| 60  |                                                                | Undercover Holiday                 | Noemi Gonzalez, Stephen Huszar         | 4. Dezember 2022       |
| 61  |                                                                | The Most Colorful Time of the Year | Katrina Bowden, Christopher Russell    | 9. Dezember 2022       |
| 62  |                                                                | Christmas Class Reunion            | Aimee Teegarden, Tanner Novlan         | 10. Dezember 2022      |
| 63  | Christmas Babysitter – Dad auf Probe                           | The Holiday Sitter                 | Jonathan Bennett, George Krissa        | 11. Dezember 2022      |
| 64  |                                                                | Holiday Heritage                   | Lyndie Greenwood, Brooks Darnell       | 16. Dezember 2022      |
| 65  |                                                                | ’Twas the Night Before Christmas   | Torrey DeVitto, Zane Holtz             | 17. Dezember 2022      |
| 66  |                                                                | Hanukkah on Rye                    | Yael Grobglas, Jeremy Jordan           | 18. Dezember 2022      |

### 2023
| Nr. | Deutscher Titel             | Originaltitel                                     | Schauspieler                        | Erstausstrahlung (USA) |
| --- | --------------------------- | ------------------------------------------------- | ----------------------------------- | ---------------------- |
| 1   |                             | The Dog Lover's Guide to Dating                   | Rebecca Dalton, Corey Sevier        | 1. Januar 2023         |
| 2   | The Wedding Veil-Reihe (FF) | The Wedding Veil Expectations                     | Lacey Chabert, Kevin McGarry        | 7. Januar 2023         |
| 3   | The Wedding Veil-Reihe (FF) | The Wedding Veil Inspiration                      | Autumn Reeser, Paolo Bernardini     | 14. Januar 2023        |
| 4   | The Wedding Veil-Reihe (FF) | The Wedding Veil Journey                          | Alison Sweeney, Victor Webster      | 21. Januar 2023        |
| 5   |                             | Love in Glacier National: A National Park Romance | Ashley Newbrough, Stephen Huszar    | 28. Januar 2023        |
| 6   |                             | Sweeter Than Chocolate                            | Eloise Mumford, Dan Jeannotte       | 4. Februar 2023        |
| 7   |                             | A Paris Proposal                                  | Alexa PenaVega, Nicholas Bishop     | 11. Februar 2023       |
| 8   |                             | Welcome to Valentine                              | Kathryn Davis, Markian Tarasiuk     | 18. Februar 2023       |
| 9   |                             | Made for Each Other                               | Alexandra Turshen, Matt Cohen       | 25. Februar 2023       |
| 10  |                             | Game of Love                                      | Kimberley Sustad, Brooks Darnell    | 11. März 2023          |
| 11  |                             | A Winning Team                                    | Nadia Hatta, Kristoffer Polaha      | 18. März 2023          |
| 12  |                             | A Picture of Her                                  | Rhiannon Fish, Tyler Hynes          | 25. März 2023          |
| 13  |                             | Love in the Maldives                              | Jocelyn Hudon, Jake Manley          | 1. April 2023          |
| 14  |                             | The Professional Bridesmaid                       | Hunter King, Chandler Massey        | 8. April 2023          |
| 15  |                             | The Wedding Cottage                               | Erin Krakow, Brendan Penny          | 15. April 2023         |
| 16  |                             | A Pinch of Portugal                               | Heather Hemmens, Luke Mitchell      | 22. April 2023         |
| 17  |                             | Hearts in the Game                                | Erin Cahill, Marco Grazzini         | 29. April 2023         |
| 18  |                             | Dream Moms                                        | Tamera Mowry-Housley, Chelsea Hobbs | 13. Mai 2023           |
| 19  |                             | Love in Zion National: A National Park Romance    | Cindy Busby, David Gridley          | 20. Mai 2023           |

## Hallmark Movies & Mysteries
(Bis 2013 Hallmark Movie Channel)

### 2010
| Nr. | Deutscher Titel / Serie | Originaltitel  | Schauspieler                      | Erstausstrahlung (USA) |
| --- | ----------------------- | -------------- | --------------------------------- | ---------------------- |
| 1   |                         | The Wild Girl  | Brian Austin Green, Graham Greene | 24. April 2010         |
| 2   |                         | After the Fall | Andrea Bowen, Greg Evigan         | 9. Oktober 2010        |

### 2011
| Nr. | Deutscher Titel / Serie | Originaltitel         | Schauspieler                  | Erstausstrahlung (USA) |
| --- | ----------------------- | --------------------- | ----------------------------- | ---------------------- |
| 1   | I                       | Goodnight for Justice | Luke Perry, Terence Kelly     | 29. Januar 2011        |
| 2   |                         | The Cabin             | Lea Thompson, Steven Brand    | 30. Juli 2011          |
| 3   |                         | Finding a Family      | Kim Delaney, Jared Abrahamson | 15. Oktober 2011       |

### 2012
| Nr. | Deutscher Titel / Serie                      | Originaltitel                               | Schauspieler                                     | Erstausstrahlung (USA) |
| --- | -------------------------------------------- | ------------------------------------------- | ------------------------------------------------ | ---------------------- |
| 1   | I                                            | Goodnight for Justice: The Measure of a Man | Luke Perry, Cameron Bright, Stefanie von Pfetten | 28. Januar 2012        |
| 2   | Ein Hund namens Duke                         | Duke                                        | Steven Weber, Allison Hossack                    | 28. April 2012         |
| 3   |                                              | Lake Effects                                | Scottie Thompson, Jane Seymour                   | 6. Mai 2012            |
| 4   | Hannah’s Law                                 | Hannah’s Law                                | Sara Canning, John Pyper-Ferguson                | 9. Juni 2012           |
| 5   | Strawberry Summer – Der Sommer deines Lebens | Strawberry Summer                           | Trevor Donovan and Shelley Long                  | 25. August 2012        |
| 6   | Wer ist mein Mann?                           | The Seven Year Hitch                        | Natalie Hall, Darin Brooks, Frances Fisher       | 13. Oktober 2012       |

### 2013
| Nr. | Deutscher Titel / Serie                           | Originaltitel                          | Schauspieler                                  | Erstausstrahlung (USA) |
| --- | ------------------------------------------------- | -------------------------------------- | --------------------------------------------- | ---------------------- |
| 1   | I                                                 | Goodnight for Justice: Queen of Hearts | Luke Perry, Ricky Schroder Katharine Isabelle | 26. Januar 2013        |
| 2   |                                                   | Meddling Mom                           | Sonia Braga, Ana Ayora                        | 23. Februar 2013       |
| 3   | Ungezähmte Herzen – Ein Mustang zum Verlieben     | Our Wild Hearts                        | Veronica Dunne, Martin Kove                   | 9. März 2013           |
| 4   |                                                   | Shadow on the Mesa                     | Wes Brown, Kevin Sorbo, Gail O’Grady          | 23. März 2013          |
| 5   |                                                   | After All These Years                  | Wendie Malick, Andrea Martin                  | 20. April 2013         |
| 6   | Charlie’s Friseurladen – Der lange Weg nach Hause | Shuffleton’s Barbershop                | Austin Stowell, Kayla Ewell, Danny Glover     | 1. Juni 2013           |
| 7   | Ein Hund im Winter                                | Christmas with Tucker                  | James Brolin, Gage Munroe                     | 25. November 2013      |

### 2014
| Nr. | Deutscher Titel / Serie                             | Originaltitel                           | Schauspieler                   | Erstausstrahlung (USA) |
| --- | --------------------------------------------------- | --------------------------------------- | ------------------------------ | ---------------------- |
| 1   |                                                     | My Gal Sunday                           | Rachel Blanchard, Steve Bacic  | 25. Januar 2014        |
| 2   |                                                     | The Color of Rain                       | Lacey Chabert, Warren Christie | 31. Mai 2014           |
| 3   |                                                     | The Memory Book                         | Meghan Ory, Luke Macfarlane    | 26. August 2014        |
| 4   |                                                     | Along Came a Nanny                      | Sarah Lancaster, Tom McBeath   | 12. Oktober 2014       |
| 5   |                                                     | Wedding Planner Mystery                 | Erica Durance, Andrew Walker   | 19. Oktober 2014       |
| 6   | G                                                   | Garage Sale Mystery: All That Glitters  | Lori Loughlin, Sarah Strange   | 26. Oktober 2014       |
| 7   | V                                                   | Signed, Sealed, Delivered for Christmas | Eric Mabius, Kristin Booth     | 23. November 2014      |
| 8   | The Christmas Secret – Auf der Suche nach dem Glück | The Christmas Secret                    | Bethany Joy Lenz, John Reardon | 7. Dezember 2014       |

### 2015
| Nr. | Deutscher Titel / Serie                                | Originaltitel                                      | Schauspieler                              | Erstausstrahlung (USA) |
| --- | ------------------------------------------------------ | -------------------------------------------------- | ----------------------------------------- | ---------------------- |
| 1   | Ein wundervolles Geschenk                              | A Gift of Miracles                                 | Rachel Boston, Jesse Moss                 | 15. Februar 2015       |
| 2   | C                                                      | A Bone to Pick: An Aurora Teagarden Mystery        | Candace Cameron Bure, Lexa Doig           | 7. April 2015          |
| 3   | G                                                      | Garage Sale Mystery: The Deadly Room               | Lori Loughlin, Sarah Strange              | 11. April 2015         |
| 4   | R                                                      | Murder, She Baked: A Chocolate Chip Cookie Mystery | Alison Sweeney, Cameron Mathison          | 2. Mai 2015            |
| 5   | J                                                      | Gourmet Detective                                  | Dylan Neal, Brooke Burns                  | 16. Mai 2015           |
| 6   | V                                                      | Signed, Sealed, Delivered: From Paris With Love    | Eric Mabius, Kristin Booth, Crystal Lowe  | 6. Juni 2015           |
| 7   | C                                                      | Real Murders: An Aurora Teagarden Mystery          | Candace Cameron Bure, Marilu Henner       | 26. Juli 2015          |
| 8   | J                                                      | Gourmet Detective: A Healthy Place To Die          | Dylan Neal, Brooke Burns                  | 2. August 2015         |
| 9   | G                                                      | Garage Sale Mystery: The Wedding Dress             | Lori Loughlin, Sarah Strange, Steve Bacic | 9. August 2015         |
| 10  |                                                        | Love Under The Stars                               | Ashley Newbrough, Barry Bostwick          | 16. August 2015        |
| 11  | V                                                      | Signed, Sealed, Delivered: Truth Be Told           | Eric Mabius, Kristin Booth, Crystal Lowe  | 13. September 2015     |
| 12  |                                                        | Hello, It’s Me                                     | Kellie Martin, Kavan Smith                | 27. September 2015     |
| 13  | V                                                      | Signed, Sealed, Delivered: The Impossible Dream    | Eric Mabius, Kristin Booth, Crystal Lowe  | 4. Oktober 2015        |
| 14  | Das Schicksal der Katie Lapp 3: Werden wir uns finden? | The Reckoning                                      | Katie Leclerc, Jacob Blair                | 11. Oktober 2015       |
| 15  | R                                                      | Murder, She Baked: A Plum Pudding Mystery          | Alison Sweeney, Barbara Niven             | 23. November 2015      |
| 16  |                                                        | I Hope You Dance: The Power and Spirit of Song     | Maya Angelou, Vince Gill, Graham Nash     | 26. November 2015      |
| 17  |                                                        | The Christmas Note                                 | Jamie-Lynn Sigler, Leah Gibson            | 29. November 2015      |
| 18  | Magic Stocking – Magische Weihnachtszeit               | Magic Stocking                                     | Bridget Regan, Victor Webster             | 6. Dezember 2015       |
| 19  | Weihnachten Undercover                                 | Debbie Macomber’s Dashing Through the Snow         | Meghan Ory, Andrew Walker                 | 13. Dezember 2015      |

### 2016
| Nr. | Deutscher Titel / Serie                                    | Originaltitel                                           | Schauspieler                                        | Erstausstrahlung (USA) |
| --- | ---------------------------------------------------------- | ------------------------------------------------------- | --------------------------------------------------- | ---------------------- |
| 1   | G                                                          | Garage Sale Mystery: Guilty Until Proven Innocent       | Lori Loughlin, Steve Bacic, Sarah Strange           | 3. Januar 2016         |
| 2   | R                                                          | Murder, She Baked: A Peach Cobbler Mystery              | Alison Sweeney, Barbara Niven                       | 10. Januar 2016        |
| 3   | F                                                          | Flower Shop Mystery: Mum’s The Word                     | Brooke Shields, Beau Bridges                        | 17. Januar 2016        |
| 4   | Das ultimative Vermächtnis                                 | The Ultimate Legacy                                     | Doug Jones, Raquel Welch, Brian Dennehy             | 31. Januar 2016        |
| 5   | V                                                          | Signed, Sealed, Delivered: From The Heart               | Eric Mabius, Kristin Booth, Crystal Lowe            | 21. Februar 2015       |
| 6   | Karen Kingsbury – Eine Buchhandlung zu Weihnachten: Teil 2 | Karen Kingsbury’s The Bridge: Part 2                    | Katie Findlay, Faith Ford                           | 20. März 2016          |
| 7   |                                                            | Sandra Brown’s White Hot                                | Shenae Grimes, Sean Faris                           | 17. April 2016         |
| 8   | F                                                          | Flower Shop Mystery: Snipped In The Bud                 | Brooke Shields, Beau Bridges                        | 24. April 2016         |
| 9   |                                                            | Karen Kingsbury’s A Time To Dance                       | Jennie Garth, Corbin Bernsen                        | 15. Mai 2016           |
| 10  | G                                                          | Garage Sale Mystery: The Novel Murders                  | Lori Loughlin, Steve Bacic, Sarah Strange           | 5. Juni 2016           |
| 11  | C                                                          | Three Bedrooms, One Corpse: An Aurora Teagarden Mystery | Candace Cameron Bure, Yannick Bisson                | 12. Juni 2016          |
| 12  | R                                                          | Murder, She Baked: A Deadly Recipe                      | Alison Sweeney, Cameron Mathison                    | 19. Juni 2016          |
| 13  | F                                                          | Flower Shop Mystery: Dearly Depotted                    | Brooke Shields, Beau Bridges                        | 26. Juni 2016          |
| 14  | V                                                          | Signed, Sealed, Delivered: One In A Million             | Eric Mabius, Kristin Booth, Crystal Lowe            | 24. Juli 2016          |
| 15  |                                                            | JL Family Ranch                                         | Jon Voight, Teri Polo, James Caan, Melanie Griffith | 21. August 2016        |
| 16  | V                                                          | Signed, Sealed, Delivered: Lost Without You             | Eric Mabius, Kristin Booth, Crystal Lowe            | 25. September 2016     |
| 17  |                                                            | The Irresistible Blueberry Farm                         | Alison Sweeney, Marc Blucas                         | 2. Oktober 2016        |
| 18  | J                                                          | Death Al Dente: A Gourmet Detective Mystery             | Dylan Neal, Brooke Burns                            | 9. Oktober 2016        |
| 19  | C                                                          | The Julius House: An Aurora Teagarden Mystery           | Candace Cameron Bure, Yannick Bisson                | 16. Oktober 2016       |
| 20  | K                                                          | Hailey Dean Mystery: Murder, With Love                  | Kellie Martin, Giacomo Baessato                     | 23. Oktober 2016       |
| 21  | Viele Grüße vom Weihnachtsmann                             | Love Always, Santa                                      | Marguerite Moreau, Mike Faiola                      | 6. November 2016       |
| 22  |                                                            | Finding Father Christmas                                | Erin Krakow, Niall Matter                           | 13. November 2016      |
| 23  |                                                            | Operation Christmas                                     | Tricia Helfer, Marc Blucas                          | 20. November 2016      |
| 24  | I’ll Be Home for Christmas                                 | I’ll Be Home For Christmas                              | James Brolin, Mena Suvari                           | 27. November 2016      |
| 25  |                                                            | Hearts of Christmas                                     | Emilie Ullerup, Kristoffer Polaha                   | 4. Dezember 2016       |
| 26  | Der Klang der Weihnacht                                    | Sound of Christmas                                      | Lindy Booth, Robin Dunne                            | 11. Dezember 2016      |
| 27  |                                                            | A Christmas to Remember                                 | Mira Sorvino, Cameron Mathison                      | 18. Dezember 2016      |

### 2017
| Nr. | Deutscher Titel / Serie                        | Originaltitel                                    | Schauspieler                                             | Erstausstrahlung (USA) |
| --- | ---------------------------------------------- | ------------------------------------------------ | -------------------------------------------------------- | ---------------------- |
| 1   | G                                              | Garage Sale Mystery: The Art Of Murder           | Lori Loughlin, Steve Bacic, Sarah Strange                | 8. Januar 2017         |
| 2   | A                                              | Framed For Murder: A Fixer Upper Mystery         | Jewel Kilcher, Colin Ferguson                            | 15. Januar 2017        |
| 3   | An Uncommon Grace – Liebe zwischen zwei Welten | An Uncommon Grace                                | Kelly McGillis, Sean Faris                               | 12. Februar 2017       |
| 4   | V                                              | Signed, Sealed, Delivered: Higher Ground         | Eric Mabius, Kristin Booth, Crystal Lowe                 | 19. Februar 2017       |
| 5   | C                                              | Dead Over Heels: An Aurora Teagarden Mystery     | Candace Cameron Bure, Yannick Bisson                     | 19. März 2017          |
| 6   | R                                              | Murder, She Baked: Just Desserts                 | Alison Sweeney, Cameron Mathison                         | 26. März 2017          |
| 7   | A                                              | Concrete Evidence: A Fixer Upper Mystery         | Jewel Kilcher, Colin Ferguson                            | 2. April 2017          |
| 8   | K                                              | Hailey Dean Mystery: Deadly Estate               | Kellie Martin, Giacomo Baessato                          | 9. April 2017          |
| 9   | C                                              | A Bundle Of Trouble: An Aurora Teagarden Mystery | Candace Cameron Bure, Yannick Bisson                     | 21. Mai 2017           |
| 10  | D                                              | Site Unseen: An Emma Fielding Mystery            | Courtney Thorne-Smith, James Tupper                      | 4. Juni 2017           |
| 11  |                                                | Home For Christmas Day                           | Catherine Bell, Victor Webster                           | 16. Juli 2017          |
| 12  | G                                              | Garage Sale Mystery: The Beach Murder            | Lori Loughlin, Steve Bacic, Sarah Strange                | 6. August 2017         |
| 13  | G                                              | Garage Sale Mystery: Murder By Text              | Lori Loughlin, Steve Bacic, Sarah Strange                | 13. August 2017        |
| 14  | G                                              | Garage Sale Mystery: Murder Most Medieval        | Lori Loughlin, Steve Bacic, Sarah Strange                | 20. August 2017        |
| 15  | G                                              | Garage Sale Mystery: A Case Of Murder            | Lori Loughlin, Steve Bacic, Sarah Strange                | 27. August 2017        |
| 16  | G                                              | Signed, Sealed, Delivered: Home Again            | Eric Mabius, Kristin Booth, Crystal Lowe                 | 24. September 2017     |
| 17  | J                                              | Gourmet Detective: Eat, Drink, And Be Buried     | Dylan Neal, Brooke Burns                                 | 8. Oktober 2017        |
| 18  | K                                              | Hailey Dean Mystery: Dating Is Murder            | Kellie Martin, Giacomo Baessato                          | 15. Oktober 2017       |
| 19  | Z                                              | Darrow & Darrow                                  | Kimberly Williams-Paisley, Tom Cavanagh                  | 22. Oktober 2017       |
| 20  | Mr. Christmas                                  | The Perfect Christmas Present                    | Tara Holt, Samuel Page                                   | 4. November 2017       |
| 21  |                                                | Christmas In The Air (12 Days)                   | Catherine Bell, Eric Close                               | 5. November 2017       |
| 22  |                                                | A Song For Christmas                             | Becca Tobin, Kevin McGarry                               | 11. November 2017      |
| 23  | Eine Familie für das Fest der Liebe            | Engaging Father Christmas                        | Erin Krakow, Niall Matter                                | 12. November 2017      |
| 24  |                                                | Christmas Homecoming                             | Julie Benz, Michael Shanks                               | 18. November 2017      |
| 25  | Weihnachten im Bramble Haus                    | A Bramble House Christmas                        | Autumn Reeser, David Haydn-Jones                         | 19. November 2017      |
| 26  |                                                | The Christmas Train                              | Dermot Mulroney, Kimberly Williams-Paisley, Danny Glover | 25. November 2017      |
| 27  |                                                | A Joyous Christmas                               | Michael Rady, Steve Bacic                                | 26. November 2017      |
| 28  | Ein Engel für Angel Falls                      | Christmas In Angel Falls                         | Rachel Boston, Beau Bridges                              | 2. Dezember 2017       |
| 29  | Der magische Weihnachtsschmuck                 | Magical Christmas Ornaments                      | Jessica Lowndes, Brendan Penny                           | 3. Dezember 2017       |
| 30  | Ein Weihnachtswunder als Zugabe                | Christmas Encore                                 | Maggie Lawson, Art Hindle                                | 9. Dezember 2017       |
| 31  | Maggies Weihnachtswunder                       | Karen Kingsbury’s Maggie’s Christmas Miracle     | Jill Wagner, Luke Macfarlane                             | 10. Dezember 2017      |
| 32  |                                                | Romance at Reindeer Lodge                        | Nicky Whelan, Josh Kelly                                 | 17. Dezember 2017      |
| 33  |                                                | Rocky Mountain Christmas                         | Lindy Booth, Kristoffer Polaha                           | 22. Dezember 2017      |

### 2018
| Nr. | Deutscher Titel / Serie               | Originaltitel                                     | Schauspieler                                              | Erstausstrahlung (USA) |
| --- | ------------------------------------- | ------------------------------------------------- | --------------------------------------------------------- | ---------------------- |
| 1   | C                                     | Last Scene Alive: An Aurora Teagarden Mystery     | Candace Cameron Bure, Yannick Bisson, Marilu Henner       | 7. Januar 2018         |
| 2   | D                                     | Past Malice: An Emma Fielding Mystery             | Courtney Thorne-Smith, James Tupper                       | 14. Januar 2018        |
| 3   | FF                                    | Morning Show Mystery: Mortal Mishaps              | Holly Robinson Peete, Rick Fox                            | 21. Januar 2018        |
| 4   | V                                     | Signed, Sealed, Delivered: The Road Less Traveled | Eric Mabius, Kristin Booth, Crystal Lowe, Geoff Gustafson | 11. Februar 2018       |
| 5   | A                                     | Deadly Deed: A Fixer Upper Mystery                | Jewel Kilcher, Colin Ferguson                             | 11. März 2018          |
| 6   | C                                     | Reap What You Sew: An Aurora Teagarden Mystery    | Candace Cameron Bure, Marilu Henner                       | 15. April 2018         |
| 7   | Z                                     | Darrow & Darrow: In The Key Of Murder             | Kimberly Williams-Paisley, Wendie Malick                  | 6. Mai 2018            |
| 8   | K                                     | Hailey Dean Mysteries: 2+2=Murder                 | Kellie Martin, Chad Lowe                                  | 3. Juni 2018           |
| 9   | K                                     | Hailey Dean Mysteries: A Marriage Made For Murder | Kellie Martin, Chad Lowe                                  | 10. Juni 2018          |
| 10  | K                                     | Hailey Dean Mysteries: A Will To Kill             | Kellie Martin, Chad Lowe                                  | 17. Juni 2018          |
| 11  | V                                     | Signed, Sealed, Delivered: To The Altar           | Eric Mabius, Kristin Booth, Crystal Lowe                  | 15. Juli 2018          |
| 12  | FF                                    | Morning Show Mysteries: Murder On The Menu        | Holly Robinson Peete, Rick Fox                            | 22. Juli 2018          |
| 13  | C                                     | Aurora Teagarden Mysteries: The Disappearing Game | Candace Cameron Bure, Marilu Henner                       | 29. Juli 2018          |
| 14  | G                                     | Garage Sale Mysteries: The Pandora’s Box Murders  | Lori Loughlin, Sarah Strange                              | 5. August 2018         |
| 15  | G                                     | Garage Sale Mysteries: The Mask Murder            | Lori Loughlin, Sarah Strange                              | 15. August 2018        |
| 16  | G                                     | Garage Sale Mysteries: Picture A Murder           | Lori Loughlin, Sarah Strange                              | 19. August 2018        |
| 17  | G                                     | Garage Sale Mysteries: Murder in D Minor          | Lori Loughlin, Sarah Strange, Steve Bacic                 | 26. August 2018        |
| 18  | Z                                     | Darrow & Darrow: Body of Evidence                 | Kimberly Williams-Paisley, Wendie Malick                  | 14. Oktober 2018       |
| 19  | E                                     | Marrying Father Christmas                         | Erin Krakow, Niall Matter, Wendie Malick                  | 4. November 2018       |
| 20  |                                       | A Veteran’s Christmas                             | Eloise Mumford, Sean Faris                                | 11. November 2018      |
| 21  | Weihnachten in Christmas Creek        | Return to Christmas Creek                         | Tori Anderson, Steven Weber, Kari Matchett                | 17. November 2018      |
| 22  | JJ                                    | A Godwink Christmas                               | Kimberley Sustad, Kathie Lee Gifford                      | 18. November 2018      |
| 23  |                                       | Last Vermont Christmas                            | Erin Cahill, Justin Bruening                              | 19. November 2018      |
| 24  |                                       | Hope at Christmas                                 | Scottie Thompson, Ryan Paevey                             | 20. November 2018      |
| 25  |                                       | Christmas on Honeysuckle Lane                     | Alicia Witt, Colin Ferguson                               | 24. November 2018      |
| 26  | Weihnachtsball im Wunderland          | Christmas Wonderland                              | Emily Osment, Ryan Rottman, Kelly Hu                      | 1. Dezember 2018       |
| 27  | Schicksalhafte Weihnachten            | Once Upon a Christmas Miracle                     | Aimee Teegarden, Brett Dalton, Lolita Davidovich          | 2. Dezember 2018       |
| 28  |                                       | Memories of Christmas                             | Christina Milian, Mark Taylor                             | 8. Dezember 2018       |
| 29  | Time to Come Home for Christmas SS    | Time for Me to Come Home for Christmas            | Josh Henderson, Megan Park                                | 9. Dezember 2018       |
| 30  | Im Norden strahlt der Weihnachtsstern | Northern Lights of Christmas                      | Ashley Williams, Corey Sevier                             | 15. Dezember 2018      |
| 31  |                                       | Small Town Christmas                              | Kristoffer Polaha, Ashley Newbrough                       | 16. Dezember 2018      |
| 32  |                                       | A Christmas for the Books                         | Chelsea Kane, Drew Seeley                                 | 20. Dezember 2018      |
| 33  | Weihnachten in Grand Valley           | Christmas at Grand Valley                         | Danica McKellar, Dan Lauria                               | 21. Dezember 2018      |
| 34  |                                       | Christmas Bells are Ringing                       | Emilie Ullerup, Josh Kelly                                | 22. Dezember 2018      |

### 2019
| Nr. | Deutscher Titel / Serie                                                        | Originaltitel                                         | Schauspieler                                     | Erstausstrahlung (USA) |
| --- | ------------------------------------------------------------------------------ | ----------------------------------------------------- | ------------------------------------------------ | ---------------------- |
| 1   | AA                                                                             | Ruby Herring Mysteries: Silent Witness                | Taylor Cole, Stephen Huszar, Shawn Christian     | 20. Januar 2019        |
| 2   | BB                                                                             | Mystery 101                                           | Taylor Cole, Stephen Huszar, Shawn Christian     | 27. Januar 2019        |
| 3   | D                                                                              | Emma Fielding Mysteries: More Bitter than Death       | Courtney Thorne-Smith, James Tupper, Mark Valley | 10. Februar 2019       |
| 4   | CC                                                                             | Chronicle Mysteries: Recovered                        | Alison Sweeney, Benjamin Ayres                   | 17. Februar 2019       |
| 5   | CC                                                                             | Chronicle Mysteries: The Wrong Man                    | Alison Sweeney, Benjamin Ayres                   | 24. Februar 2019       |
| 6   | CC                                                                             | Chronicle Mysteries: Vines that Bind                  | Alison Sweeney, Benjamin Ayres, Linda Dano       | 3. März 2019           |
| 7   | DD                                                                             | Crossword Mysteries: A Puzzle to Die For              | Lacey Chabert, Barbara Niven, John Kapelos       | 10. März 2019          |
| 8   | EE                                                                             | Morning Show Mysteries: A Murder in Mind              | Holly Robinson-Peete, Rick Fox                   | 14. April 2019         |
| 9   | EE                                                                             | Morning Show Mysteries: Countdown to Murder           | Holly Robinson-Peete, Rick Fox                   | 21. April 2019         |
| 10  | EE                                                                             | Morning Show Mysteries: Death by Design               | Holly Robinson-Peete, Rick Fox                   | 28. April 2019         |
| 11  | K                                                                              | Hailey Dean Mysteries: Death on Duty                  | Kellie Martin, Lauren Holly                      | 5. Mai 2019            |
| 12  | K                                                                              | Hailey Dean Mysteries: A Prescription for Murder      | Kellie Martin, Lauren Holly                      | 12. Mai 2019           |
| 13  | K                                                                              | Hailey Dean Mysteries: Killer Sentence                | Kellie Martin, Lauren Holly                      | 19. Mai 2019           |
| 14  | GG                                                                             | Picture Perfect Mysteries: Newlywed and Dead          | Alexa PenaVega, Carlos PenaVega                  | 16. Juni 2019          |
| 15  | BB                                                                             | Mystery 101: Playing Dead                             | Jill Wagner, Kristoffer Polaha                   | 23. Juni 2019          |
| 16  |                                                                                | Christmas Camp                                        | Lily Anne Harriso, Bobby Campo                   | 11. Juli 2019          |
| 17  | C                                                                              | Aurora Teagarden Mysteries: A Game of Cat and Mouse   | Candace Cameron Bure, Niall Matter               | 4. August 2019         |
| 18  | C                                                                              | Aurora Teagarden Mysteries: An Inheritance to Die For | Candace Cameron Bure, Niall Matter               | 11. August 2019        |
| 19  | C                                                                              | Aurora Teagarden Mysteries: A Very Foul Play          | Candace Cameron Bure, Niall Matter               | 18. August 2019        |
| 20  | CC                                                                             | Chronicle Mysteries: The Deep End                     | Alison Sweeney, Benjamin Ayres                   | 25. August 2019        |
| 21  | Z                                                                              | Witness to Murder: A Darrow Mystery                   | Kimberly Williams-Paisley, Thomas Cavanagh       | 8. September 2019      |
| 22  | BB                                                                             | Mystery 101: Words Can Kill                           | Jill Wagner, Kristoffer Polaha                   | 15. September 2019     |
| 23  | BB                                                                             | Mystery 101: Dead Talk                                | Jill Wagner, Kristoffer Polaha                   | 22. September 2019     |
| 24  |                                                                                | Ruby Herring Mysteries: Her Last Breath               | Taylor Cole, Stephen Huszar                      | 29. September 2019     |
| 25  |                                                                                | Matchmaker Mysteries: A Killer Engagement             | Danica McKellar, Victor Webster                  | 6. Oktober 2019        |
| 26  | D                                                                              | Crossword Mysteries: Proposing Murder                 | Lacey Chabert, Barbara Niven                     | 13. Oktober 2019       |
| 27  |                                                                                | A Merry Christmas Match                               | Ashley Newbrough, Kyle Dean Massey               | 25. Oktober 2019       |
| 28  |                                                                                | Nostalgic Christmas                                   | Brooke D’Orsay, Trevor Donovan                   | 31. Oktober 2019       |
| 29  |                                                                                | Two Turtle Doves                                      | Nikki DeLoach, Michael Rady                      | 1. November 2019       |
| 30  | Weihnachten in Blue Ridge Mountain                                             | A Blue Ridge Mountain Christmas                       | Rachael Leigh Cook, Benjamin Ayres               | 7. November 2019       |
| 31  |                                                                                | Holiday for Heroes                                    | Melissa Claire Egan, Marc Blucas                 | 8. November 2019       |
| 32  |                                                                                | A Christmas Miracle                                   | Tamera Mowry-Housley, Barry Bostwick             | 14. November 2019      |
| 33  | Weihnachtliche Begegnung – Liebe ist mehr als ein Zufall \|JJ                  | A Godwink Christmas: Meant for Love                   | Cindy Busby, Kathie Lee Gifford                  | 17. November 2019      |
| 34  |                                                                                | Holiday Hearts                                        | Ashley C. Williams, Paul Campbell                | 23. November 2019      |
| 35  |                                                                                | Our Christmas Love Song                               | Alicia Witt, Brendan Hines                       | 24. November 2019      |
| 36  | Sinn, Sinnlichkeit und ein Schneemann                                          | Sense, Sensibility & Snowmen                          | Erin Krakow, Luke Macfarlane                     | 30. November 2019      |
| 37  |                                                                                | A Homecoming for the Holidays                         | Laura Osnes, Stephen Huszar                      | 7. Dezember 2019       |
| 38  | SS                                                                             | Time for You to Come Home for Christmas               | Alison Sweeney, Lucas Bryant                     | 8. Dezember 2019       |
| 39  |                                                                                | Christmas in Montana                                  | Kellie Martin, Colin Ferguson                    | 14. Dezember 2019      |
| 40  | Angel Falls: Ein Buch für Weihnachten / Angel Falls: Eine Bilderbuch-Weihnacht | Angel Falls: A Novel Holiday                          | Jen Lilley, Eric Close                           | 15. Dezember 2019      |
| 41  | Nur noch Weihnachten im Kopf                                                   | Christmas on My Mind                                  | Ashley Greene, Andrew Walker                     | 21. Dezember 2019      |
| 42  |                                                                                | A Family Christmas Gift                               | Holly Robinson Peete, Patti LaBelle              | 22. Dezember 2019      |

### 2020
| Nr. | Deutscher Titel / Serie                                 | Originaltitel                                               | Schauspieler                        | Erstausstrahlung (USA) |
| --- | ------------------------------------------------------- | ----------------------------------------------------------- | ----------------------------------- | ---------------------- |
| 1   | DD                                                      | Crossword Mysteries: Abracadaver                            | Lacey Chabert, Brennan Elliott      | 5. Januar 2020         |
| 2   | JJ                                                      | A Beautiful Place to Die: A Martha’s Vineyard Mystery       | Jesse Metcalfe, Sarah Lind          | 12. Januar 2020        |
| 3   |                                                         | Roux the Day: A Gourmet Detective Mystery                   | Dylan Neal, Brooke Burns            | 19. Januar 2020        |
| 4   | GG                                                      | Picture Perfect Mysteries: Dead Over Diamonds               | Alexa PenaVega, Erik Estrada        | 16. Februar 2020       |
| 5   | JJ                                                      | Riddled with Deceit: A Martha’s Vineyard Mystery            | Jesse Metcalfe, Sarah Lind          | 23. Februar 2020       |
| 6   | BB                                                      | Mystery 101: An Education in Murder                         | Jill Wagner, Kristoffer Polaha      | 29. März 2020          |
| 7   | AA                                                      | Ruby Herring Mysteries: Prediction Murder                   | Taylor Cole                         | 5. April 2020          |
| 8   | KK                                                      | Matchmaker Mysteries: A Fatal Romance                       | Danica McKellar, Victor Webster     | 25. April 2020         |
| 9   | C                                                       | Aurora Teagarden Mysteries: Heist and Seek                  | Candace Cameron Bure, Niall Matter  | 17. Mai 2020           |
| 10  |                                                         | Timeless Love                                               | Rachel Skarsten, Brant Daugherty    | 14. Juni 2020          |
| 11  |                                                         | Midway to Love                                              | Rachel Hendrix                      | 26. Juni 2020          |
| 12  |                                                         | JL Family Ranch: The Wedding Gift                           | Jon Voight, James Caan              | 27. September 2020     |
| 13  |                                                         | Follow Your Heart                                           | Galadriel Stineman                  | 4. Oktober 2020        |
| 14  | GG                                                      | Picture Perfect Mysteries: Exit Stage Death                 | Alexa PenaVega                      | 11. Oktober 2020       |
| 15  | C                                                       | Aurora Teagarden Mysteries: Reunited and it Feels So Deadly | Candace Cameron Bure, Niall Matter  | 18. Oktober 2020       |
| 16  |                                                         | Christmas Tree Lane                                         | Alicia Witt, Andrew Walker          | 24. Oktober 2020       |
| 17  |                                                         | Deliver by Christmas                                        | Alvina August, Eion Bailey          | 25. Oktober 2020       |
| 18  |                                                         | Cranberry Christmas                                         | Nikki DeLoach, Benjamin Ayres       | 31. Oktober 2020       |
| 19  |                                                         | Holly & Ivy                                                 | Janel Parrish                       | 1. November 2020       |
| 20  | Das Geheimnis des Weihnachtsrings                       | The Christmas Ring                                          | Nazneen Contractor                  | 7. November 2020       |
| 21  |                                                         | The Christmas Bow                                           | Lucia Micarelli, Michael Rady       | 8. November 2020       |
| 22  |                                                         | Meet Me at Christmas                                        | Catherine Bell, Mark Deklin         | 14. November 2020      |
| 23  | Einsatz für Dr. Christmas                               | The Christmas Doctor                                        | Holly Robinson Peete, Adrian Holmes | 15. November 2020      |
| 24  |                                                         | The Angel Tree                                              | Jill Wagner, Lucas Bryant           | 21. November 2020      |
| 25  | JJ                                                      | A Godwink Christmas: Second Chance, First Love              | Brooke D’Orsay, Sam Page            | 22. November 2020      |
| 26  | Weihnachten Ahoi!                                       | USS Christmas                                               | Jen Lilley, Trevor Donovan          | 28. November 2020      |
| 27  | SS                                                      | Time for Us to Come Home for Christmas                      | Lacey Chabert                       | 5. Dezember 2020       |
| 28  | Ein zauberhaftes Geheimnis – A Little Christmas Charm   | A Little Christmas Charm                                    | Ashley Greene, Brendan Penny        | 6. Dezember 2020       |
| 29  | Weihnachten in Glenbrooke – Verliebt in die Millionärin | A Glenbrooke Christmas                                      | Autumn Reeser                       | 12. Dezember 2020      |
| 30  | Das Weihnachtsrätsel                                    | Unlocking Christmas                                         | Taylor Cole                         | 13. Dezember 2020      |
| 31  |                                                         | Swept Up by Christmas                                       | Lindy Booth, Justin Bruening        | 19. Dezember 2020      |
| 32  | Der Weihnachtswunsch des Jahres                         | Project Christmas Wish                                      | Amanda Schull, Travis Van Winkle    | 20. Dezember 2020      |

### 2021
| Nr. | Deutscher Titel / Serie                       | Originaltitel                                      | Schauspieler                                 | Erstausstrahlung (USA) |
| --- | --------------------------------------------- | -------------------------------------------------- | -------------------------------------------- | ---------------------- |
| 1   |                                               | Ships in the Night: A Martha’s Vineyard Mystery    | Jesse Metcalfe                               | 17. Januar 2021        |
| 2   | DD                                            | Crossword Mysteries: Terminal Descent              | Lacey Chabert, Brennan Elliott               | 14. Februar 2021       |
| 3   | CC                                            | Chronicle Mysteries: Helped to Death               | Alison Sweeney, Benjamin Ayres               | 21. Februar 2021       |
| 4   | C                                             | Aurora Teagarden Mysteries: How to Con a Con       | Candace Cameron Bure, Niall Matter           | 14. März 2021          |
| 5   | BB                                            | Mystery 101: Killer Timing                         | Jill Wagner, Kristoffer Polaha               | 21. März 2021          |
| 6   | DD                                            | Crossword Mysteries: Riddle Me Dead                | Lacey Chabert, Brennan Elliott               | 11. April 2021         |
| 7   | KK                                            | MatchMaker Mysteries: The Art of the Kill          | Danica McKellar, Victor Webster              | 18. April 2021         |
| 8   |                                               | Poisoned in Paradise: A Martha’s Vineyard Mystery  | Jesse Metcalfe, Sarah Lind                   | 16. Mai 2021           |
| 9   | EE                                            | Morning Show Mysteries: Murder Ever After          | Holly Robinson Peete, Colin Lawrence         | 23. Mai 2021           |
| 10  | C                                             | Aurora Teagarden Mysteries: Til Death Do Us Part   | Candace Cameron Bure, Niall Matter           | 13. Juni 2021          |
| 11  |                                               | To Catch a Spy                                     | Nathalie Kelley, Colin Donnell               | 20. Juni 2021          |
| 12  | BB                                            | Mystery 101: Deadly History                        | Jill Wagner, Kristoffer Polaha               | 1. August 2021         |
| 13  |                                               | Sweet Revenge: A Hannah Swensen Mystery            | Alison Sweeney, Cameron Mathison             | 8. August 2021         |
| 14  | C                                             | Aurora Teagarden Mysteries: Honeymoon, Honeymurder | Candace Cameron Bure, Niall Matter           | 22. August 2021        |
| 15  |                                               | Redemption in Cherry Springs                       | Rochelle Aytes, Keith Robinson               | 12. September 2021     |
| 16  | Finding Love in Mountain View                 | Finding Love in Mountain View                      | Danielle C. Ryan, Myko Olivier               | 19. September 2021     |
| 17  |                                               | Rise and Shine, Benedict Stone                     | Tom Everett Scott, Mía Maestro               | 26. September 2021     |
| 18  |                                               | One Summer                                         | Sam Page, Sarah Drew                         | 3. Oktober 2021        |
| 19  |                                               | The Vows We Keep                                   | Fiona Gubelmann, Antonio Cayonne             | 10. Oktober 2021       |
| 20  | V                                             | Signed, Sealed, Delivered: The Vows We Have Made   | Eric Mabius, Kristin Booth                   | 17. Oktober 2021       |
| 20  |                                               | Christmas in My Heart                              | Heather Hemmens, Luke Macfarlane             | 23. Oktober 2021       |
| 21  |                                               | The Christmas Promise                              | Torrey DeVitto, Dylan Bruce                  | 30. Oktober 2021       |
| 22  | Debbie Macomber's Mrs. Miracle (PP)           | Debbie Macomber’s A Mrs. Miracle Christmas         | Kaitlin Doubleday, Steve Lund, Caroline Rhea | 6. November 2021       |
| 23  |                                               | One December Night                                 | Eloise Mumford, Brett Dalton                 | 13. November 2021      |
| 24  |                                               | Five More Minutes                                  | Nikki DeLoach, David Haydn-Jones             | 20. November 2021      |
| 25  | SS                                            | Time for Them to Come Home for Christmas           | Jessy Schram, Brendan Penny                  | 27. November 2021      |
| 26  |                                               | Our Christmas Journey                              | Holly Robinson Peete, Lyriq Bent             | 4. Dezember 2021       |
| 27  | Zufälle gibt’s – Das große Weihnachtsglück JJ | A Godwink Christmas: Miracle of Love               | Katherine Barrell, Alberto Frezza            | 11. Dezember 2021      |
| 27  |                                               | Christmas for Keeps                                | Christa B. Allen, Ryan Rottman               | 18. Dezember 2021      |

### 2022
| Nr. | Deutscher Titel / Serie           | Originaltitel                                 | Schauspieler                        | Erstausstrahlung (USA) |
| --- | --------------------------------- | --------------------------------------------- | ----------------------------------- | ---------------------- |
| 1   |                                   | North to Home                                 | Lyndsy Fonseca, Erica Durance       | 9. Januar 2022         |
| 2   |                                   | Cut, Color, Murder                            | Julie Gonzalo, Ryan McPartlin       | 6. Februar 2022        |
| 3   | C                                 | Aurora Teagarden Mysteries: Haunted by Murder | Candace Cameron Bure, Niall Matter  | 20. Februar 2022       |
| 4   |                                   | The Presence of Love                          | Eloise Mumford and Julian Morris    | 13. März 2022          |
| 5   |                                   | Always Amore                                  | Autumn Reeser, Tyler Hynes          | 3. April 2022          |
| 6   | LL                                | Curious Caterer: Dying for Chocolate          | Nikki DeLoach, Andrew Walker        | 10. April 2022         |
| 7   |                                   | Heart of the Matter                           | Aimee Teegarden, Gail O’Grady       | 15. Mai 2022           |
| 8   |                                   | Rip in Time                                   | Torrey DeVitto, Niall Matter        | 22. Mai 2022           |
| 9   |                                   | Color My World With Love                      | Erica Durance, Benjamin Ayres       | 12. Juni 2022          |
| 10  |                                   | 14 Love Letters                               | Vanessa Sears, Franco Lo Presti     | 31. Juli 2022          |
| 11  |                                   | Big Sky River                                 | Emmanuelle Vaugier, Kavan Smith     | 7. August 2022         |
| 12  |                                   | The Journey Ahead                             | Holly Robinson Peete, Kaylee Bryant | 14. August 2022        |
| 13  |                                   | Groundswell                                   | Lacey Chabert, Ektor Rivera         | 21. August 2022        |
| 14  |                                   | Unthinkably Good Things                       | Karen Pittman, Joyful Drake         | 28. August 2022        |
| 15  |                                   | Love's Portrait                               | Aubrey Reynolds, Richard McWilliams | 4. September 2022      |
| 16  |                                   | To Her, With Love                             | Skye P. Marshall, Tobias Truvillion | 11. September 2022     |
| 17  |                                   | The Secrets of Bella Vista                    | Rachelle Lefevre, Niall Matter      | 18. September 2022     |
| 18  |                                   | Francesca Quinn                               | Mallory Jansen, Dylan Bruce         | 25. September 2022     |
| 19  |                                   | Nikki & Nora: Sister Sleuths                  | Hunter King, Rhiannon Fish          | 2. Oktober 2022        |
| 20  |                                   | Mid-Love Crisis                               | Teri Hatcher, James Tupper          | 9. Oktober 2022        |
| 21  |                                   | Perfect Harmony                               | James Denton, Sherri Saum           | 16. Oktober 2022       |
| 22  |                                   | We Need a Little Christmas                    | Erica Durance, Patrick Sabongui     | 22. Oktober 2022       |
| 23  |                                   | Christmas Bedtime Stories                     | Erin Cahill, Charlie Weber          | 29. Oktober 2022       |
| 24  |                                   | A Maple Valley Christmas                      | Peyton List, Andrew Walker          | 5. November 2022       |
| 25  |                                   | Our Italian Christmas Memories                | Sarah Power, Beau Bridges           | 12. November 2022      |
| 26  |                                   | Long Lost Christmas                           | Taylor Cole, Benjamin Ayres         | 19. November 2022      |
| 27  | Eine zweite Chance an Weihnachten | Time for Him to Come Home for Christmas       | Holland Roden, Tyler Hynes          | 26. November 2022      |
| 28  |                                   | The Holiday Stocking                          | Nadine Ellis, B. J. Britt           | 3. Dezember 2022       |
| 29  |                                   | The Gift of Peace                             | Nikki DeLoach, Brennan Elliott      | 10. Dezember 2022      |
| 30  |                                   | Five More Minutes: Moments Like These         | Ashley Williams, Lucas Bryant       | 17. Dezember 2022      |

### 2023
| Nr. | Deutscher Titel / Serie | Originaltitel                                    | Schauspieler                     | Erstausstrahlung (USA) |
| --- | ----------------------- | ------------------------------------------------ | -------------------------------- | ---------------------- |
| 1   |                         | Family History Mysteries: Buried Past            | Janel Parrish, Niall Matter      | 8. Januar 2023         |
| 2   | LL                      | Curious Caterer: Grilling Season                 | Nikki DeLoach, Andrew Walker     | 5. Februar 2023        |
| 3   |                         | A Nashville Legacy                               | Andrea Lewis, Pooch Hall         | 26. Februar 2023       |
| 4   |                         | Unexpected Grace                                 | Erica Durance, Michael Rady      | 12. März 2023          |
| 5   |                         | The Cases of Mystery Lane                        | Aimee Garcia, Paul Campbell      | 19. März 2023          |
| 6   |                         | The Blessing Bracelet                            | Amanda Schull, Carlo Marks       | 9. April 2023          |
| 7   |                         | Spring Breakthrough                              | Keesha Sharp, Demetrius Grosse   | 30. April 2023         |
| 8   |                         | A Jane Da Silva Mystery: Case of the Broken Song | Jodie Sweetin, Stephen Huszar    | 14. Mai 2023           |
| 9   |                         | Carrot Cake Murder: A Hannah Swensen Mystery     | Alison Sweeney, Cameron Mathison | 21. Mai 2023           |